# Lista de episódios de Saint Seiya Omega
Esta é uma lista dos episódios da série de anime Saint Seiya Ω baseada no mangá Saint Seiya (Os Cavaleiros do Zodíaco) de Masami Kurumada. A série é produzida pelo estúdio Toei Animation e transmitida na TV Asahi desde 1 de abril de 2012. Em 2014 os episódios dublados saíram em forma de mídia digital.

## Saga de Marte

### Prólogo
| N.º | Título original | Título no Brasil Título em Portugal                                                             | Exibição original                         |
| --- | --- | ----------------------------------------------------------------------------------------------- | ----------------------------------------- |
| 1 | "A Vida Salva por Seiya! Renasçam Lendários Cavaleiros!" Transliteração: "Seiya ga Sukutta Inochi! Yomigaere Seinto Densetsu!" (em japonês: 星矢が救った命! 甦れ聖闘士伝説!)                                  | A Lenda dos Cavaleiros Revive! A Vida que Seiya Salvou! Revive, Lenda dos Cavaleiros!           | 1 de Abril de 2012 3 de Fevereiro de 2014 |
| Marte reaparece e Kouga veste a armadura de Pégaso pela primeira vez. | |                                                                                                 |                                           |
| 2 | "Partida! Os Cavaleiros da Nova Geração!" Transliteração: "Tabidachi! Shinsedai no Seinto!" (em japonês: 旅立ち! 新世代の聖闘士!)                                                                             | Uma Nova Jornada! A Viagem Começa! Cavaleiros da Nova Geração!                                  | 8 de Abril de 2012                        |
| Kouga conhece Souma e juntos enfrentam um inimigo, um marciano do Mestre Marte. | |                                                                                                 |                                           |
| 3 | "Lei da Máscara! A Amazona do Vento Aparece!" Transliteração: "Kamen no Okite! Kaze no Seinto Arawaru!" (em japonês: 仮面の掟! 風の聖闘士現わる!)                                                             | Aquela que Controla o Vento! A Lei da Máscara! A Amazona do Vento Aparece!                      | 15 de Abril de 2012                       |
| Kouga vai a Palaestra, onde conhece a Amazona Yuna de Águia. | |                                                                                                 |                                           |
| 4 | "O Filho do Herói! Kouga contra Ryuho!" Transliteração: "Eiyū no Musuko! Ryūhō Tai Kōga!" (em japonês: 英雄の息子! 龍峰対光牙!)                                                                               | O Filho do Herói! O Filho do Herói! Ryuho contra Kouga!                                         | 22 de Abril de 2012                       |
| Kouga conhece Ryuho de Dragão, filho de Shiryu, que possui problemas de saúde e o enfrenta. | |                                                                                                 |                                           |
| 5 | "Prova de Seleção! Desafio no Campo da Morte!" Transliteração: "Senbatsu Shiken! Kesshi no Kyanpu ni Idome!" (em japonês: 選抜試験! 決死のキャンプに挑め!)                                                    | Desafio no Campo da Morte! O Teste de Selecção! O Desafio do Acampamento da Morte!              | 29 de Abril de 2012                       |
| Kouga, Souma, Yuna e Ryuho enfrentam duras aprovações na Floresta da Morte e também são atrasados por outros cavaleiros.                                                                                 | |                                                                                                 |                                           |
| 6 | "Abram as Cortinas! A Batalha dos Cavaleiros!" Transliteração: "Kaimaku! Seinto Faito!" (em japonês: 開幕! 聖闘士ファイト!)                                                                                   | Abrem-se as Cortinas da Batalha dos Cavaleiros! A Cortina Sobe! A Batalha dos Cavaleiros!       | 6 de Maio de 2012                         |
| Começa o Torneio Galáctico, em que Kouga desenvolve uma rivalidade por Eden. | |                                                                                                 |                                           |
| 7 | "O Punho de um Amigo! Ataque, Meteoros de Pégaso!" Transliteração: "Tomo no Kobushi! Ute, Pegasasu Ryūsei Ken!" (em japonês: 友の拳! 打て、ペガサス流星拳!)                                                   | O Punho de um Amigo! O Punho de um Amigo! Liberta o Punho do Meteoro de Pégaso!                 | 13 de Maio de 2012                        |
| Kouga enfrenta Souma e o derrota. | |                                                                                                 |                                           |
| 8 | "Encontro Inevitável! O Formidável Cavaleiro de Ouro!" Transliteração: "Shukumei no Deai! Shōgeki no Gōrudo Seinto!" (em japonês: 宿命の出会い! 衝撃の黄金聖闘士!)                                            | Um Encontro do Destino! Um Encontro Fatídico! O Impacto do Cavaleiro de Ouro!                   | 20 de Maio de 2012                        |
| Kouga confronta Ionia, um Cavaleiro de Ouro, e é derrotado. | |                                                                                                 |                                           |
| 9 | "Crise no Santuário!! Apresse-se, Cavaleiro Ninja!" Transliteração: "Sankuchuari no Kiki!! Ninja Seinto, Kakeru!" (em japonês: 聖域の危機!! 忍者聖闘士、駆ける!)                                              | Crise no Santuário! O Santuário em Crise! Despacha-te, Cavaleiro Ninja!                         | 27 de Maio de 2012                        |
| Haruto retira Kouga das masmorras e juntos enfrentam os marcianos e fogem da Palaestra, mas os que estavam na Palaestra foram sequestrados por Marte, até mesmo Geki.                                    | |                                                                                                 |                                           |
| 10 | "Resgate Suicida! Mais Um Cavaleiro de Ouro!" Transliteração: "Kesshi no Dakkan! Mō Hitori no Gōrudo Seinto!" (em japonês: 決死の奪還! もう一人の黄金聖闘士!)                                                 | Resgate Audacioso! Um Salvamento Audaz! Outro Cavaleiro de Ouro!                                | 3 de Junho de 2012                        |
| Kouga e seu grupo invadem a Torre de Babel e salvam a garota chamada Aria. Kouga, Haruto, Souma e Ryuho são derrotados por Mycenae de Leão e Kouga seria morto por Marte se Seiya não tivesse aparecido. | |                                                                                                 |                                           |
| 11 | "Proteja Aria! O Ataque da Perseguidora Sonia!" Transliteração: "Aria o Mamore! Tsuisekisha Sonia no Shūgeki!" (em japonês: アリアを守れ! 追跡者ソニアの襲撃!)                                                | Proteja Ária! Ataque de Sónia, a Perseguidora!                                                  | 10 de Junho de 2012                       |
| Yuna tenta proteger Aria de uma marciana chamada Sonia de Harnet e de dois Cavaleiros de Prata. | |                                                                                                 |                                           |
| 12 | "Cosmo Herdado! O Cavaleiro Lendário, Shun!" Transliteração: "Uketsugareru Kosumo! Densetsu no Seinto, Shun!" (em japonês: 受け継がれる小宇宙! 伝説の聖闘士、瞬!)                                             | Shun, o Cavaleiro Lendário! O Cosmo Herdado! Shun, o Cavaleiro Lendário!                        | 17 de Junho de 2012                       |
| Kouga enfrenta Miguel de Cães de Caça, mas é salvo por Shun e conta que já tinha salvo Ryuho do ataque de Mycenae.                                                                                       | |                                                                                                 |                                           |
| 13 | "A Mensagem de Seiya! Confio Athena a Vocês!" Transliteração: "Seiya no Messēji! Omaetachi ni, Atena o Takusu!" (em japonês: 星矢のメッセージ! お前たちに、アテナを託す!)                                     | Confio Atena a Vocês! A Mensagem de Seiya! Confio-vos Atena!                                    | 24 de Junho de 2012                       |
| Começa a missão de destruir os mecanismos criados por Marte e já rumam para destruir a Ruína de Vento.                                                                                                   | |                                                                                                 |                                           |
| 14 | "Regresso à Terra Natal! Mestra contra Aluna nos Campos de Neve!" Transliteração: "Kokyō de no Saikai! Setsugen no Shitei Taiketsu!" (em japonês: 故郷での再会! 雪原の師弟対決!)                              | O Duelo nos Campos de Gelo! Reencontro na Terra Natal! Confronto entre Professora e Aluna!      | 1 de Julho de 2012                        |
| Yuna confronta sua mestra que já a tinha a feito como Amazona. | |                                                                                                 |                                           |
| 15 | "As Garras Venenosas se Aproximam! Intrigas na Segunda Ruína!" Transliteração: "Semaru Dokuga! Inbō Uzumaku Dai-ni no Iseki!" (em japonês: 迫る毒牙! 陰謀うずまく第二の遺跡!)                                 | As Presas Venenosas! As Garras Venenosas Aproximam-se! A Segunda Ruína Envolta em Intrigas!     | 15 de Julho de 2012                       |
| Ichi reaparece e revê seus amigos, mas se surpreendem ao saber que Ichi se tornou um marciano de Marte.                                                                                                  | |                                                                                                 |                                           |
| 16 | "O Destino Decidido pelas Estrelas! A Vida de um Cavaleiro!" Transliteração: "Unmei no Hoshi no Moto ni! Seinto-tachi no Ikiru Michi!" (em japonês: 運命の星のもとに! 聖闘士達の生きる道!)                    | A Estrela do Destino! Sob a Estrela do Destino! O Modo de Vida dos Cavaleiros!                  | 22 de Julho de 2012                       |
| Kouga e os outros ajudam um senhor a conseguir dinheiro para um barco para partir para a próxima ruína.                                                                                                  | |                                                                                                 |                                           |
| 17 | "Devemos Protegê-los! O Reparador de Armaduras e o Mineral Lendário!" Transliteração: "Mamorubekimono! Kurosu no Shūfukushi to Densetsu no Kōseki!" (em japonês: 守るべきもの! 聖衣の修復師と伝説の鉱石!)     | O Restaurador de Armaduras! Algo para Proteger! O Reparador de Mantos e o Mineral Lendário!     | 29 de Julho de 2012                       |
| Kouga conhece Laki, uma aprendiz de Kiki conhecido por reparar armaduras. | |                                                                                                 |                                           |
| 18 | "Chamas da Vingança! A Batalha Predestinada de Souma!" Transliteração: "Fukushū no Honō! Sōma, Innen no Tatakai!" (em japonês: 復習の炎! 蒼摩、因縁の闘い!)                                                   | As Chamas da Vingança! As Chamas da Vingança! A Fatídica Batalha do Souma!                      | 5 de Agosto de 2012                       |
| Sonia tenta atrair Souma para uma armadilha através do ódio. | |                                                                                                 |                                           |
| 19 | "O Segredo dos Cinco Picos Antigos! Herdando de Shiryu, o Espírito de Luta!" Transliteração: "Gorōhō no Himitsu! Keishōse yo, Chichi, Shiryū no Tōshi!" (em japonês: 五老峰の秘密! 継承せよ、父、紫龍の闘志!) | O Segredo dos Cinco Picos Antigos! O Segredo de Goroho! Herda o Espírito de Luta de Shiryu!     | 12 de Agosto de 2012                      |
| Ryuho tenta destruir a Ruína de Água, mas enfrenta Mirfak de Perseu para salvar seus amigos transformados em pedra. Genbu rouba a armadura de Libra que ainda pertencia a Shiryu.                        | |                                                                                                 |                                           |
| 20 | "Pelo Bem de Aria! Os Furiosos Trovão de Eden!" Transliteração: "Aria no Tame ni! Eden, Ikari no Raigeki!" (em japonês: アリアのために! エデン、怒りの雷撃!)                                                  | Éden, o Trovão da Fúria! Por Ária! O Relâmpago Furioso de Éden!                                 | 19 de Agosto de 2012                      |
| Eden enfrenta Kouga e Yuna e os derrota e leva Aria. | |                                                                                                 |                                           |
| 21 | "O Pégaso que Não Voa! A Jornada Perdida!" Transliteração: "Tobenai Pegasasu! Sōshitsu kara no Tabidachi!" (em japonês: とべないペガサス! 喪失からの旅立ち!)                                                  | O Pégaso sem Asas! O Pégaso Sem Asas! A Viagem de Regresso à Devastação!                        | 26 de Agosto de 2012                      |
| Kouga é atraído para o Vale da Penitência onde conhece Hyoga de Cisne que o ajuda a recuperar sua confiança.                                                                                             | |                                                                                                 |                                           |
| 22 | "Proteger os Amigos! O Orgulho dos Cavaleiros e o Caminho de um Shinobi!" Transliteração: "Tomo e no Omoi! Shinobi no Michi to Seinto no Kyōji!" (em japonês: 友への思い! 忍びの道と聖闘士の矜持!)            | Orgulho de Cavaleiro! O Caminho do Ninja e o Orgulho do Cavaleiro!                              | 2 de Setembro de 2012                     |
| Ryuho ajuda Haruto superar as dificuldades por perder Yoshitomi de Lobo, cavaleiro de Lobo anterior e alguém que foi um irmão para Haruto.                                                               | |                                                                                                 |                                           |
| 23 | "Invadindo o Território Inimigo! Os Jovens Cavaleiros Reunidos Novamente!" Transliteração: "Tekijin Totsunyū! Wakaki Seinto, Saishūketsu!" (em japonês: 敵陣突入! 若き聖闘士、再集結!)                        | Reúnam-se, Jovens Cavaleiros! A Invasão da Base Inimiga! Os Jovens Cavaleiros Juntos Outra Vez! | 9 de Setembro de 2012                     |
| Kouga e seu grupo invadem o castelo e lá reveem Souma que estava sendo treinado por Jabu de Unicórnio e confronta Sonia. Lá descobrem que Aria está na Ruína do Trovão.                                  | |                                                                                                 |                                           |
| 24 | "Desejo de Reencontro! Rumo a Última Ruína!" Transliteração: "Saikai o Mezashite! Ike, Saigo no Iseki e!" (em japonês: 再会を目指して! 行け、最後の遺跡へ!)                                                   | Rumo a Última Ruína! À Caminho do Reencontro! Sigam para a Última Ruína!                        | 16 de Setembro de 2012                    |
| Com a ajuda de Shaina, eles conseguem destruir a Ruína do Trovão, mas são atraídos para outro lugar através do cosmo das Trevas de Kouga.                                                                | |                                                                                                 |                                           |
| 25 | "Território Desconhecido! O Encontro do Destino!" Transliteração: "Michinaru Ryōiki! Meguriai no Toki!" (em japonês: 未知なる領域! めぐりあいの時!)                                                           | O Encontro Predestinado! O Território do Desconhecido! O Tempo dos Reencontros!                 | 23 de Setembro de 2012                    |
| Yuna, Haruto e Ryuho enfrentam sua dura provação na Ruína das Trevas. | |                                                                                                 |                                           |
| 26 | "Vingança e Lembranças! A Armadilha da Ruína das Trevas!" Transliteração: "Tsuioku to Fukushū! Yami no Iseki no Wana!" (em japonês: 追憶と復讐! 闇の遺跡の罠!)                                                | A Armadilha da Ruína das Trevas! Memórias e Vingança! A Armadilha da Ruína da Escuridão!        | 30 de Setembro de 2012                    |
| Souma vê a verdade por trás do passado de Sonia e desiste de persegui-la. | |                                                                                                 |                                           |
| 27 | "O Fim da Jornada! A Luz da Menina e os Jovens!" Transliteração: "Tabi no Shūen! Shōjo no Hikari to Wakamono-tachi!" (em japonês: 旅の終焉! 少女の光と若者たち!)                                              | O Fim da Jornada! O Fim da Viagem! Os Jovens e a Luz da Rapariga!                               | 7 de Outubro de 2012                      |
| Kouga consegue seu símbolo na Ruína das Trevas e, juntos, os seis símbolos formam um cetro e Aria nasce como a nova Athena, mas acaba sendo morta por Marte.                                             | |                                                                                                 |                                           |

### As Doze Casas do Zodíaco
| N.º | Título original | Título no Brasil Título em Portugal                                                                       | Exibição original       |
| --- | --- | --- | ----------------------- |
| 28 | "O Exército mais Poderoso! Os Cavaleiros de Ouro se Reúnem!" Transliteração: "Saikyō no Gundan! Gōrudo Seinto Shūketsu!" (em japonês: 最強の軍団! 黄金聖闘士集結!)          | Os Cavaleiros de Ouro se Reúnem! O Poderoso Exército! Os Cavaleiros de Ouro Reúnem-se!                    | 14 de Outubro de 2012   |
| Resumo dos episódios anteriores. E a reunião dos Cavaleiros de Ouro. | | |                         |
| 29 | "O Início de uma Nova Batalha! As Doze Casas do Zodíaco!" Transliteração: "Aratana Tatakai no Makuake! Kōdōjūnikyū!" (em japonês: 新たな闘いの幕開け! 黄金十二宮!)          | Uma Nova Batalha das Doze Casas! O Começo de uma Nova Batalha! As Doze Casas de Ouro do Zodíaco!          | 21 de Outubro de 2012   |
| Kouga e os outros chegam nas doze casas pelo poder de Aria e conhecem Kiki de Áries e restaura suas armaduras. Kouga chega sozinho na casa de Touro e é esmagado pelo poder de Harbinger, sendo quase morto. | | |                         |
| 30 | "Poder Estrondoso! O Cavaleiro da Casa de Touro!" Transliteração: "Kyōi no Jitsuryoku! Kingyūkyū no Seinto!" (em japonês: 驚異の実力! 金牛宮の聖闘士!)                      | O Assustador Poder do Cavaleiro de Touro! Um Poder Incrível! O Cavaleiro de Touro!                        | 28 de Outubro de 2012   |
| Yuna e os outros tentam proteger Kouga, mas os quatro cavaleiros são mandados para fora de sua casa. | | |                         |
| 31 | "A Encruzilhada do Destino! O Mistério da Casa de Gêmeos!" Transliteração: "Unmei no Bunkiten! Sōjikyū no Nazo!" (em japonês: 運命の分岐点! 双児宮の謎!)                    | O Mistério da Casa de Gêmeos! A Encruzilhada do Destino! O Enigma de Gémeos!                              | 4 de Novembro de 2012   |
| Ryuho conhece Paradox de Gêmeos, que parece ser próxima a ele, como também a seu pai. | | |                         |
| 32 | "O Terror Indescritível! A Atmosfera Surreal da Casa de Câncer!" Transliteração: "Makoto no Kyōfu! Kyokaikyū ni Tadayou Yōki!" (em japonês: 真の恐怖! 巨蟹宮に漂う妖気!)    | O Terror na Casa de Câncer! O Verdadeiro Medo! Algo Sinistro na Casa de Caranguejo!                       | 11 de Novembro de 2012  |
| Yuna confronta Schiller de Câncer, como também suas amigas, Komachi e Arne, que se tornam escravas do cavaleiro. Kouga já passa por Touro. | | |                         |
| 33 | "A Essência do Cosmo! O Sétimo Sentido!" Transliteração: "Kosumo no Shinzui! Sebun Senshizu!" (em japonês: 小宇宙の真髄! セブンセンシズ!)                                   | A Essência do Cosmo! A Essência do Cosmo! O Sétimo Sentido!                                               | 18 de Novembro de 2012  |
| Kouga e Ryuho conseguem derrotar Paradox, mas Paradox sobrevive ao ataque de Ryuho. | | |                         |
| 34 | "A Fronteira entre a Vida e a Morte! A Batalha no Mundo dos Mortos!" Transliteração: "Seishi no Hazama! Meikai no Tatakai!" (em japonês: 生死の狭間! 冥界の闘い!)           | A Batalha no Mundo dos Mortos! Entre a Vida e a Morte! Uma Batalha no Reino de Hades!                     | 25 de Novembro de 2012  |
| Para salvar Yuna do Mundo dos Mortos, Kouga se atira no Mundo dos Mortos com Schiller, mas quase manifesta o cosmo das Trevas. Schiller é derrotado por Yuna. | | |                         |
| 35 | "O Punho do Leão! Eden e o Caminho da Dor!" Transliteração: "Shishi no Kobushi! Eden, Shōshin no Tatakai!" (em japonês: 獅子の拳! エデン、傷心の闘い!)                      | A Dura Decisão de Éden! O Punho do Leão! A Desgostosa Luta de Éden!                                       | 2 de Dezembro de 2012   |
| Eden decide confrontar seu pai para atender ao pedido de Aria. | | |                         |
| 36 | "Orgulho Sublime! Mycenae e o Punho do Rei!" Transliteração: "Kedakaki Puraido! Mikēne, Ōja no Kobushi!" (em japonês: 気高きプライド! ミケーネ、王者の拳!)                  | A Poderosa Pata do Leão! Nobre Orgulho! Micenas, o Punho do Rei!                                          | 9 de Dezembro de 2012   |
| Souma e Haruto confrontam Mycenae de Leão, mas Mycenae fica intrigado com seu desejo de lutar e capacidade de seguir em frente. Eden compreende o que realmente Aria queria mostrar; decide confrontar seu pai para reparar seus erros. Mycenae, compreendendo o desejo de Eden, permite a passagem de Souma e Haruto. O real nome de Marte é revelado, Ludwig, que é a reencarnação do Deus Marte. | | |                         |
| 37 | "O Guardião Inabalável! O Cavaleiro de Ouro de Virgem!" Transliteração: "Yuruginaki Shugosha! Barugo no Gōrudo Seinto!" (em japonês: 揺るぎなき守護者! 乙女座の黄金聖闘士!) | O Intransponível Cavaleiro de Virgem! O Guardião Inabalável! O Cavaleiro de Ouro de Virgem!               | 16 de Dezembro de 2012  |
| Em Áries, Harbinger chega para ajudar Kiki contra os marcianos e Kiki fica intrigado porque deixou Kouga passar. Depois de passarem por Leão, Souma e Haruto são conduzidos em Virgem e encontram outro novo cavaleiro, Fudou de Virgem. Fudou anuncia que é a reencarnação de Fudo-Myo e que seu poder é maior do que o dos Cavaleiros de Ouro vistos até agora como também um dos companheiros de Marte. Quando Haruto e Souma são envolvidos por cordas paralisadoras de Fudou, são totalmente massacrados e quase mortos, mas Kouga, Yuna e Ryuho os salvam. Mesmo juntos, Fudou ainda permanecia imóvel, enquanto o quintal é envolvido pelas mesmas cordas paralisadoras e começa a ter visões das pessoas mais queridas que perderam em suas vidas, mas isso não destrói sua determinação, o que faz Fudou abrir seus olhos e revelar que estes possuem uma cor diferente. O cavaleiro de virgem veste a sua Armadura de Ouro para lutar, desta vez a sério. Quando Fudou ia dar o golpe de misericórdia, os cavaleiros acabam sendo salvos por Eden. | | |                         |
| 38 | "Traição Heroica! A Determinação de Eden!" Transliteração: "Yūkan naru Hangyaku! Eden, Ketsui no Tōshi!" (em japonês: 勇敢なる反逆! エデン、決意の闘志!)                    | Traição Heroica! Rebelião Heróica! O Espírito Firme de Luta de Éden!                                      | 23 de Dezembro de 2012  |
| Eden revela que decidiu se tornar um rebelde para enfrentar seu pai e acabar com os planos malignos dele e decide lutar sozinho contra Fudou e já começa o enfrentando depois de colocar sua armadura e consegue fazer Fudou mover, mesmo por um instante. O cabelo de Eden parece mudado, não está na cor azul e sim branca e Fudou pergunta o que o move e Eden responde que é arrependimento, que deixa Kouga transtornado a ponto de quase manifestar o cosmo das Trevas, mas Eden simplesmente expulsa os cinco da casa de Virgem porque não queria um estorvo na casa de Virgem. Enquanto seguiam em frente, Yuna pergunta se realmente deveria deixar Eden para trás. Kouga deixa claro que Eden não precisa de ajuda e acredita que Eden possa derrotar Fudou pelo fato de ser filho de Marte. Medea convoca Tokisada para vestir a armadura de ouro de Aquário, mas teria que seguir ordens da armadura. Depois de Tokisada vestir a armadura, ele se torna um zumbi, um escravo da armadura. Tokisada surpreende Kouga e os outros, mas seus movimentos mudam que chega dar trabalho para os cinco. Kouga detém o golpe de Tokisada que cai fora do percurso das 12 casas. Fudou continua a demonstrar seu poder e Eden mostra o brinco que tinha o cosmo de Aria e começa a despertar o Sétimo Sentido a ponto de derrubar Fudou. | | |                         |
| 39 | "Reunião na Casa de Libra! Confronto, Ouro Contra Ouro!" Transliteração: "Tenbinkyū no Saikai! Gekitotsu, Gōrudo tai Gōrudo!" (em japonês: 天秤宮の再会! 激突、黄金対黄金!) | Reunião na Casa de Libra! Reunião na Casa de Balança! O Confronto entre Dois Cavaleiros de Ouro!          | 6 de Janeiro de 2013    |
| A batalha em Virgem termina com Eden vitorioso e Fudou afirma a Eden que vê Marte em Eden, mas Eden afirma que tentará reparar os erros do pai. Durante o combate a caminho na casa de Libra, Kouga, Ryuho, Souma, Haruto, Yuna e Tokisada são tragados pelas armas de Libra até a sétima casa. Genbu afirma que na verdade é um cavaleiro de Athena e também um aprendiz de Dohko de Libra. A batalha em Libra tem início e Tokisada que controla o tempo e Genbu, que controla a velocidade, iniciando a Guerra dos Mil Dias, mas é Genbu que sai vitorioso. Medea tenta separar as 12 casas, mas Genbu luta para que isso não aconteça. Tokisada leva Ryuho e Haruto para uma outra dimensão. Kouga, Souma e Yuna, tudo o que podem fazer e seguir em frente. Sonia decide entrar no campo de batalha, mas Medea entrega a armadura de ouro de Escorpião a ela. | | |                         |
| 40 | "A Decisão de Sonia! Quebrando as Correntes do Destino!" Transliteração: "Sonia no Kakugo! Innen no Rensa o Tate!" (em japonês: ソニアの覚悟! 因縁の連鎖を断て!)            | A Decisão de Sônia! A Decisão de Sónia! Quebrando as Correntes do Destino!                                | 13 de Janeiro de 2013   |
| Sonia relembra de sua infância de quando conheceu Eden. Medea entrega a armadura de ouro de Escorpião, Sonia corta seu longo cabelo, veste a armadura e se dirige até sua casa seguinte. Depois de chegarem em Escorpião, os outros se surpreendem ao saber que Sonia é a guardiã da oitava casa e chega a dar trabalho ao trio, mas Souma cria um círculo de fogo para dar tempo para Kouga e Yuna seguir até a casa seguinte. Mesmo conhecendo a Amazona, sendo o único que viu a verdade na Ruína das Trevas, Souma tenta de todas as formas ajudá-la, mas qualquer tentativa era em vão e Sonia chega a usar uma tentativa a ponto de matá-la. Souma desperta o Sétimo Sentido e tenta salvá-la, mas não foi capaz de salvar a Amazona. | | |                         |
| 41 | "A Ambição de Tokisada! O Conquistador dos Confins do Tempo!" Transliteração: "Tokisada no Yabō! Jikan no Hate no Hasha!" (em japonês: 時貞の野望! 時間の果ての覇者!)       | O Senhor dos Confins do Tempo! A Ambição de Tokisada! O Conquistador dos Confins do Tempo!                | 20 de Janeiro de 2013   |
| Ryuho e Haruto são tragados por Tokisada de Aquário para uma dimensão paralela. Os Cavaleiros de Bronze enfrentam o Cavaleiro de Ouro que tem os poderes amplificados nesta dimensão. Ryuho bloqueia seu ataque para proteger Haruto e Haruto continua sua luta contra Tokisada. Ao ser quase morto pelo Cavaleiro de Ouro, Haruto lembra que, apesar do sofrimento, a dor também pode deixar alguém mais forte. Jurando proteger todos e não perder mais ninguém importante, Haruto desperta o Sétimo Sentido e confronta Tokisada. Tokisada decide, então, usar seu máximo poder para destruir os Confins do Tempo e tudo o que havia nele. Porém, Haruto revida com uma nova e poderosa técnica, derrotando Tokisada e também consegue vingar seu irmão, o cavaleiro do Lobo anterior. Haruto e Ryuho conseguem sair da dimensão graças a Genbu. Kouga e Yuna entram na Casa de Sagitário, mas a mesma está abandonada. Vêem o testamento na casa de Sagitário por Aiolos, antigo cavaleiro de ouro de Sagitário e fazem um juramento de salvar Athena e o mundo tomado pelas trevas de Marte. Eden chega na casa de Escorpião e presta seu respeito a Souma e a irmã caída. Mycenae foi ver Medea e afirma ser a articuladora que criou o Caos, mas este é parado Amor de Peixes, cavaleiro da última casa, irmão de Medea e possessor do cosmo das Trevas, assim como Kouga e também mata Mycenae. Amor acredita que Ionia deterá Kouga. | | |                         |
| 42 | "O Cavaleiro de Ouro Traidor! Ionia contra Kouga!" Transliteração: "Uragiri no Gōrudo Seinto! Ionia tai Kōga!" (em japonês: 裏切りの黄金聖闘士! イオニア対光牙!)            | O Cavaleiro de Ouro Traidor! O Cavaleiro de Ouro Traidor! Ionia contra Kouga!                             | 27 de Janeiro de 2013   |
| Depois de chegarem até Capricórnio, Ionia, diretor de Palaestra conta um pouco de sua devoção por Athena desde o dia de seu nascimento até o atual e de quando treinou aspirantes a cavaleiros, que mais tarde se rebelam. Ionia se tranca numa prisão para pagar sua penitência, mas este acaba sendo salvo por Athena. Depois ele recebe a visita de Medea e lhe faz a proposta de livrar Athena de um sofrimento. Kouga não aprova sua lealdade doentia e confronta Ionia, mas acaba sendo parado pelas palavras de Ionia de seu livro. Ionia usa Yuna para atacar Kouga. A mesma coisa ele faz com Kouga, mas não dominou seu corpo por completo. Ionia força Kouga a manifestar seu cosmo das Trevas, mas através de sua própria vontade, Kouga consegue suprimir o cosmo das Trevas. Ionia usa seu livro para manifestar seu verdadeiro poder, e se torna jovem novamente, com sua força e velocidade muito maiores. Ele então começa a atacar Kouga com socos na velocidade da luz, e o Cavaleiro de Pégaso vai perdendo os sentidos pouco a pouco. Porém, Kouga acaba por manifestar a luz do cosmo de Athena e Aria em si próprio, despertando o Sétimo Sentido, e aniquilando Ionia definitivamente, destruindo parte da Armadura de Capricórnio e da própria casa guardada por ele. Assim, Kouga faz um juramento a estátua de Athena de poder salvá-la e derrotar Marte. Souma, Haruto e Ryuho chegam logo em seguida. | | |                         |
| 43 | "A Ressurreição dos Deuses da Guerra! Invasão à Última Casa!" Transliteração: "Gunshin Fukkatsu! Totsunyū, Saigo no Kyū!" (em japonês: 軍神復活! 突入、最後の宮!)           | A Ressurreição dos Deuses da Guerra! Os Deuses da Guerra Ressuscitam! O Ataque à Última Casa!             | 3 de Fevereiro de 2013  |
| Os Cavaleiros de Bronze chegam na última casa e encontra o Cavaleiro de Ouro de Peixes chamado Amor. O Cavaleiro de Ouro separa Souma Haruto e Ryuho de Kouga e Yuna com uma parede de água e captura Kouga que o faz escolher entre a Luz e as Trevas, mas Kouga ainda prefere lutar como um cavaleiro da luz. Amor usa o poder chamado de "Quatro Reis Celestiais de Marte", que ressuscita os 4 deuses, os seres que causaram grandes problemas para Seiya e cia e enfrentam Haruto, Souma e Ryuho, que chegam dar trabalho. Amor corteja Yuna e oferece a lealdade de Marte para que se torne sua serva, mas a Amazona se recusa e enfrenta Amor, mas tem seu corpo paralisado. Amor dá a chance para usar o cosmo das Trevas para poder se libertar de sua prisão, mas Kouga ainda continuava dividido. Amor questiona com sua irmã Medea com o propósito de fazer Kouga de libertar o cosmo das Trevas, mas ela fala que Marte tem planos para ele. Yuna se liberta da paralisia e incentiva Kouga a não libertar o cosmo das Trevas, assim como seus amigos que estão enfrentando os 4 deuses do outro lado da parede de água. Amor derruba a Amazona e Kouga por um instante libera o cosmo das Trevas quando Amor ia matar Yuna. | | |                         |
| 44 | "Pelos Meus Amigos! O Poder Oculto de Kouga!" Transliteração: "Nakama no Tameni! Kōga ni Himerareshi Chikara!" (em japonês: 仲間のために! 光牙に秘められし力!)              | O Poder Oculto de Kouga! Pelos Meus Amigos! O Poder Oculto de Kouga!                                      | 10 de Fevereiro de 2013 |
| Kouga queima o seu cosmo das trevas até o limite para ajudar os seus amigos que estão em dificuldades na luta contra os Quatro Reis Celestiais de Marte. Kouga destrói a barreira criada por Amor e vence, com um só golpe, Baco, o líder dos Quatro Reis. Mesmo que tenha manifestado o cosmo das Trevas, Kouga ainda se mantém consciente, mas Amor dá impulso com seu próprio cosmo e faz Kouga ser tomado pelo seu poder e acaba totalmente descontrolado. Yuna de Águia tenta parar o cosmo das trevas de Kouga, usando o Sétimo Sentido, fazendo Kouga voltar a ser ele mesmo. Haruto, Souma e Ryuho enfrentam os três Reis Celestiais e Kouga segue para enfrentar Marte sozinho. Amor ordena aos Reis Celestiais restantes que acabem com os 3 Cavaleiros de Bronze, enquanto Yuna permanece bloqueando o caminho de Amor. Os Reis Celestiais atacam, e Ryuho, Souma e Haruto elevam seus cosmos até o Sétimo Sentido, e usando suas técnicas mais poderosas, desferem um ataque conjunto contra os Reis, que são totalmente aniquilados. Porém, os 3 caem esgotados, enquanto Yuna tenta ficar no caminho de Amor, até Kouga alcançar Marte, mas Eden aparece no campo de batalha. Amor comenta de Aria e Sonia e como foram mortas, como também foi o responsável por matar Mycenae. Eden confronta Amor, mas acaba sendo imobilizado. Yuna confronta Amor e afirma acreditar na vitória de Kouga, além de demonstrar apenas uma relação de companheirismo. Eden se liberta e Yuna pede a Eden para alcançar Kouga, para que ambos detenham a ambição de Marte. | | |                         |
| 45 | "O Maléfico Deus da Guerra! Marte e Ludwig!" Transliteração: "Araburu Gunshin! Marusu to Rūdovigu!" (em japonês: 荒ぶる軍神! マルスとルードヴィグ!)                         | A Fúria do Deus da Guerra! O Maléfico Deus da Guerra! Marte e Ludwig!                                     | 17 de Fevereiro de 2013 |
| Kouga chega sozinho no topo das Doze Casas do Zodíaco, local onde Marte está. Ele é muito forte e a diferença de poderes entre ele e os Cavaleiros de Bronze fica evidente. Eden chega no local e diz que quer impedir que Marte destrua a Terra. Marte explica sobre as maravilhas de se ter um poder das trevas. Conta que no passado tinha uma esposa chamada Misha e Sonia, sua filha. Uma tragédia acontece e Misha é morta e Ludwig persegue criminosos para por justiça no mundo, mas acaba sendo tomado pelo cosmo das Trevas num planeta Sombrio. A luta continua em Peixes e não há desfecho na batalha. Marte conta que uma vez já confrontou os antigos cavaleiros e Medea trouxe um cometa que tinha em seu poder Kouga e Aria. Kouga é salvo por Saori, mas é infectado pelo cosmo das Trevas de Marte e ele se apossa de Aria. A batalha contra Marte continua, mas ele revela sua verdadeira face, sendo o lado direito envolto de chamas. | | |                         |
| 46 | "Kouga e Eden! Acabem com a Escuridão, Jovens Cosmos!" Transliteração: "Kōga to Eden! Wakaki Kosumo yo Yami o Ute!" (em japonês: 光牙とエデン! 若き小宇宙よ闇を討て!)       | Derrotem as Trevas! Kouga e Éden! Jovens, Ataquem a Escuridão!                                            | 24 de Fevereiro de 2013 |
| Eden tenta deter seu pai enquanto Kouga tenta recuperar o cetro de Aria para interromper os planos de Marte. Nesse momento Eden rebela contra seu próprio pai, mas o cosmo das Trevas envolve o rosto de Ludwig em chamas e derrota Eden, como também trinca o brinco e Aria, mas não extingue o cosmo de Luz. Kouga tenta pegar o cetro de Aria, mas é detido por Ludwig, como também o massacra. Kouga se recompõe e tenta uma última resistência, mas é rebatido por Ludwig, mas acaba sendo salvo por Eden. Kouga e Eden mais uma vez confrontam Ludwig, mas Eden consegue ver um rastro de luz em seu pai. Kouga e Eden tentam mais uma vez e Eden deixa ser golpeado por seu pai, apenas para fazê-lo se lamentar pela perda de seus entes queridos, sendo que o próprio Eden seria mais um a deixá-lo. Por alguns instantes, Ludwig retoma sua sanidade, e nesse momento, Eden pede para Kouga desferir o golpe final. Kouga, então, golpeia Marte com toda a luz e poder de seu cosmo, extirpando as trevas que dominavam Ludwig e derrotando Marte definitivamente. Ludwig finalmente volta a si e ele próprio pretende impedir que as trevas sucumba a Terra, mas o último fogo do relógio se extingue. É iniciado a colisão do planeta Marte com a Terra pelo cetro de Aria. | | |                         |
| 47 | "A Última Esperança! Rumo ao Novo Campo de Batalha!" Transliteração: "Wazukana Kibō! Aratanaru Tatakai no Chi!" (em japonês: わずかな希望! 新たなる闘いの地!)               | Uma Pequena Esperança! Uma Réstia de Esperança! Batalha em Nova Terra!                                    | 3 de Março de 2013      |
| Os esforços de Kouga e dos outros foram em vão. A Terra começou a ser destruída. Eden e Kouga pretendem ir ao planeta Marte recuperar o cetro de Aria, salvar Saori e Ludwig. Neste instante, Amor pretende ficar no caminho dos cavaleiros e ele recebe o cosmo de Marte que Medea dá e manda Kouga e Eden para Marte e conta sobre sua história de dois irmãos Medea e Amor que tinham o cosmo das Trevas e eram discriminados pelas pessoas mas Medea sempre protegia e cuidava de Amor e uma noite as pessoas tentaram matar os dois mais o poder de Medea foi libertado e o irmão Amor achou tão bonito que queria ver mais coisas como aquela e decidiu proteger Medea. Amor sente o imenso cosmo das Trevas que foi concedido por Medea. Eden e Kouga enfrentam Amor. Eden acaba imobilizado por uma força gravitacional e Kouga desperta o cosmo da Luz, mas Amor tenta despertar Apsu, o deus da escuridão em Kouga. | | |                         |
| 48 | "Reúnam-se, Amigos! O Imensurável Cosmo de Kouga!" Transliteração: "Tomo yo Tsudoe! Kōga no Minagiru Kosumo!" (em japonês: 友よ集え! 光牙のみなぎる小宇宙!)                 | O Supremo Cosmo de Kouga! Reúnam-se, Amigos! O Cosmo Gigante de Kouga!                                    | 10 de Março de 2013     |
| Os cavaleiros de ouro Kiki, Harbinger, Fudou e Genbu ajudam Souma, Haruto, Ryuho e Yuna irem para o planeta Marte. Ao mandar o cosmo das Trevas para Kouga, ao invés de Apsu aparecer, o cosmo de Kouga aumentava ainda mais que pressiona Amor. Ao dar continuidade com a luta, a árvore que está Saori aparece, mas ele é tomado pelo cosmo de Medea em que Kouga é tomado pelas Trevas. Ao Souma, Haruto, Yuna e Ryuho chegarem em Marte, eles vêem que Kouga desperta como Apsu, mas como um zumbi. Kouga elimina Amor, mas descobre que sua irmã o trai. Ryuho, Yuna, Souma e Haruto tentam deter Kouga, mas qualquer tentativa é em vão. Agora é Eden que fica em seu caminho para detê-lo quando este tenta matar Saori. | | |                         |
| 49 | "O Governante das Trevas! O Terror de Apsu!" Transliteração: "Yami no Shihaisha! Apusu no Kyōfu!" (em japonês: 闇の支配者! アプスの恐怖!)                                   | Apsu, o Senhor das Trevas! O Senhor da Escuridão! O Terror de Apsu!                                       | 17 de Março de 2013     |
| Kouga é completamente possuído pelo deus da escuridão, Apsu. Ele ataca Eden que tenta impedir de matar Saori, mas tem sua mão esquerda e seu peito marcado pelo cosmo das Trevas de Apsu. Quando Kouga ia matar Eden, Eden é salvo por Medea. Souma, Ryuho e Haruto tentam impedir Kouga, mas os três caem e são marcados pela marca das Trevas de Apsu. Eden pede o cetro de Aria que está em seu poder, mas Medea recusa. Eden confronta sua própria mãe e liberta o cetro de Aria, que protege Medea. Quando Kouga ia matar Yuna, Eden usa o cetro de Aria para libertar Kouga de Apsu, mas seu poder era tão devastador que mata Medea, que tentou proteger Eden e marca parcialmente o corpo de Eden, como também o cetro de Aria é destruído. O cosmo das Trevas volta para o corpo de Kouga e agora direciona sua atenção até Athena. | | |                         |
| 50 | "Alcance Seiya! O Desejo dos Jovens Cavaleiros!" Transliteração: "Seiya ni Todoke! Wakaki Seinto-tachi no Negai!" (em japonês: 星矢に届け! 若き聖闘士達の願い!)             | Que o Desejo dos Jovens Cavaleiros Alcance Seiya! Chamem o Seiya! Os Jovens Cavaleiros Precisam de Ajuda! | 24 de Março de 2013     |
| Agora apenas Yuna permanece em seu caminho. Saori conversa com Yuna dizendo que ainda existe uma luz dentro de si antes dela enfrentar Kouga. Yuna tenta confrontar Kouga, mas qualquer tentativa foi em vão. Apesar de suas preces ser impossível de tentar alcançar Kouga e não adiantar, alcança Seiya, preso nas masmorras por Marte e com seu corpo tomado pela marca das Trevas e Seiya fala que Marte possuía o cosmo das Trevas que possui a entidade de Apsu, que para Apsu despertar precisa de um corpo irradiado pela luz para despertar, ou seja, o de Kouga. Seiya confronta Kouga, mas qualquer tentativa foi em vão, devido a marca das Trevas que recebeu de Marte. Yuna, mesmo tendo seu corpo marcado pelo cosmo das Trevas de Apsu, luta ao lado Seiya. Seiya eleva seu cosmo ao limite e tem seu corpo abatido a ponto de parte de sua armadura destruída e Yuna agarra o corpo de Kouga elevando seu cosmo ao máximo. Seu cosmo de vento era demais para Apsu suportar e deixa o corpo de Kouga. Kouga volta a si sem armadura, mas não acredita no que fez. O cosmo das Trevas de Apsu pega a árvore onde está Saori e Seiya entrega a armadura de ouro de Sagitário a Kouga para adentrar nas Trevas de Apsu para salvar a Saori. Ao Kouga adentrar nas Trevas, Apsu em pessoa finalmente aparece. | | |                         |
| 51 | "Brilhe Kouga! A Batalha Final entre Luz e Trevas!" Transliteração: "Kagayake Kōga! Hikari to Yami no Saishū Kessen!" (em japonês: 輝け光牙! 光と闇の最終決戦!)             | A Batalha Final Entre a Luz e as Trevas! Brilha Kouga! O Último Combate Entre a Luz e a Escuridão!        | 31 de Março de 2013     |
| Depois de se livrar da influência de Apsu, Kouga em posse da armadura de ouro de Sagitário enfrenta Apsu. Entretanto, existe uma grande diferença de forças que Apsu pressiona Kouga a ponto de fazê-lo manifestar o cosmo das Trevas, mas Kouga não desiste e ainda se mantém focado apenas concentrando o cosmo de Luz. Kouga alcança Saori e Apsu e Kouga confessa que se sente arrasado por ele próprio fazer Athena e seus amigos sofrer quando estava sob a influência de Apsu. Kouga confronta Apsu que causa um pequeno ferimento no rosto. Apsu lesiona o braço direito de Kouga e pede lealdade para sua salvação, mas Kouga recusa. Souma, Haruto, Yuna, Ryuho e Eden se recompõe e queimam seus cosmos para alcançar Kouga. O braço lesionado de Kouga brilha e dá um pequeno atraso em Apsu e salva Saori. Apsu tenta fazer Saori mergulhar nas trevas, mas Kouga não deixa e deixa Saori com os seus amigos e volta ao campo de batalha para confrontar Apsu. O cetro de Aria destruído volta a queimar seu cosmo e imobiliza Apsu e Kouga o desfere com o golpe final. O planeta Marte se aproxima para voltar a sua orbita atual e os outros cavaleiros deixam o planeta Marte. O cosmo de Aria alcança Kouga e o transporta direto para a Terra. Os outros se livram da marca das Trevas com a derrota de Apsu e Kouga aparece diante deles para a alegria de todos. | | |                         |

## Saga de Pallas

### As Armaduras Revividas
| N.º | Título original | Título no Brasil Título em Portugal                                                                      | Exibição original                            |
| --- | --- | --- | -------------------------------------------- |
| 52 | "Uma Nova Armadura! Voe Novo Pégaso!" Transliteração: "Aratana Kurosu! Tobe, Nyū Pegasasu!" (em japonês: 新たな聖衣! 翔べ、新生ペガサス!)                                                     | Uma Nova Armadura de Pégaso Uma Nova Armadura! O Pegasus Volta a Voar!                                   | 7 de Abril de 2013 5 de Novembro de 2017     |
| Saori sonha em que os cavaleiros são derrotados, como também recebe um bracelete, que drenará sua vida. Seiya é surpreendido por um cosmo poderoso e se revela como Pallas. Seiya, em posse da adaga que Saga usou para tentar tirar a vida de Athena, Seiya tenta tirar a vida de Pallas, apesar do corpo de criança e sua inocência, Pallas decide entregar sua vida, mas Seiya não tem coragem pelo fato de ser criança e é surpreendido por Titan, que carrega Pallas, fazendo Seiya sentir um pesar por não conseguir fazer algo a respeito e por não conseguir salvar Pallas de Titan. Os cavaleiros tentam refazer suas vidas, Kouga decide voltar ao lugar onde estava treinando com Shaina quando estava tentando se tornar cavaleiro. Tatsumi entrega a nova armadura de Pégaso a Kouga, mas ele recusa pelo fato de sua armadura perder seu brilho e a Terra estar em paz, mas Subaru aparece onde está Kouga para desafiá-lo. Kouga em outra partida recusa seu convite, mas Subaru parece possui também o mesmo cosmo que fez Kouga manifestar quando Apsu o possuiu. Entretanto, outro guerreiro de armadura sombria aparece e seu nome é Tavarus. Subaru revela sua armadura e se revela como um cavaleiro de aço. No Santuário, Kiki relembra das lutas depois da batalha que teve com Apsu, mas Dion, outro cavaleiro a mando de Pallas aparece para tirar sua vida, mas Kiki se rebela e faz Dion recuar. Subaru com sua armadura de aço enfrenta Tavarus, mas não demonstra ser um rival a altura. Tatsumi pede para Kouga participar da luta, mas Kouga reluta dizendo se voltar a lutar, também poderia reviver o cosmo das Trevas que estava guardado dentro de si, mas Tatsumi afirma que sua armadura ainda o protege e para poder acreditar em sua luz. Kouga decide queimar o cosmo e sua armadura imerge de sua clostone de forma renovada e veste Kouga. Kouga confronta Tavarus que o faz recuar. No fim do episódio, Eden aparece como um dos guerreiros parasitas. | | |                                              |
| 53 | "Reencontro! Souma, Agarre as Chamas de Sua Alma!" Transliteração: "Saikai! Sōma yo, Tamashii no Honō o Moyase!" (em japonês: 再会! 蒼摩よ、魂の炎を燃やせ!)                                  | Queime as Chamas de Sua Alma! A Reunião! Souma, Acende a Chama da Tua Alma!                              | 14 de Abril de 2013 5 de Novembro de 2017    |
| Kouga foi visitar Saori para saber mais sobre novos inimigos. Saori explica que Pallas é sua irmã mais nova e agora corre perigo com o bracelete que usa, que passa sua energia vital para Pallas. Shaina resolve testar Subaru, mas descobre de um cosmo agressivo do mesmo cosmo de Apsu que possuiu Kouga. Seiya ordena que Kouga vá encontrar e reunir os cavaleiros espalhados pelo mundo todo. Kouga resolve começar por Souma que está dando aulas a aspirantes a cavaleiros na Palaestra, mas começa a ter problemas com Subaru. Ichi reaparece usando sua antiga armadura de bronze, mas acaba sendo repreendido por Geki. Kouga e Subaru visitam Souma. Geki estranha porque um cavaleiro de aço anda com Kouga, mas ele vem com aquela mesma conversa de querer derrotar Kouga para se tornar um deus e não tem razão para lutar, que acaba sendo repreendido por Geki. Souma está curioso porque Kouga carrega uma urna, Kouga explica que se trata de sua nova armadura e está enfrentando Pallas. Souma explica que está bem dando aulas e que não tem desejo de lutar, mas um outro parasita Rouge com um enxame de abelhas ataca a Palaestra afetando os envolvidos. Kouga enfrenta as abelhas e Souma veste sua avariada armadura para enfrentar Rouge. Souma quase derrotado, Kouga auxilia o companheiro e faz Rouge recuar. Kouga ainda está curioso porque sua armadura aparece renovada, Geki explica que foi por causa da vitória do deus das Trevas Apsu. Souma decide viajar para Jamir com Kouga e Subaru. Logo em Jamir aparece Yuna. | | |                                              |
| 54 | "Transforme a Coragem em Força! Renasçam, Armaduras!" Transliteração: "Yūki o Chikara ni! Kurosu yo, Umarekaware!" (em japonês: 勇気を力に! 聖衣よ、生まれ変われ!)                            | Transforme Coragem em Força! Que a Coragem se Torne em Poder! Renasce Minha Armadura!                    | 21 de Abril de 2013 11 de Novembro de 2017   |
| Kouga vai até Jamir, com Souma e Subaru, que ainda insiste em competir com Kouga, para pedir a Kiki para reparar a armadura de Lionet. Ainda em Jamir, Kiki repara sua armadura, mas diz a Yuna que não poderá mais utilizar a armadura, por causa de ter perdido seu desejo de lutar. Laki leva Yuna a um jardim, mas outros parasitas aparece para desafiar a Amazona. Kouga, Souma e Subaru chegam a Jamir, mas Kiki pede a Kouga para seguir em frente para ajudar a Amazona, Ymir e Metone. Yuna tenta mais uma vez usar o poder da nova armadura, mas nada acontece. Laki tenta ajudar Yuna com sua telecinese, mas acaba sendo pega por Metone. Ainda em Jamir, Kiki consegue reparar a armadura de Lionet e Souma a veste para ir no campo de batalha. Logo depois aparece Kouga para auxiliar a Amazona e pede para participar da luta, mas ainda esta se encontrava indecisa. Kouga pede para se lembrar de quando enfrentaram Marte e de quando arriscou sua vida para salvá-lo de Apsu e também para por fim em sua indecisão se realmente quisesse salvar Laki. Yuna põe fim em sua indecisão e manifesta seu cosmo, como também desperta o poder de sua nova armadura. Souma aparece com sua nova armadura e fazem Ymir e Metone recuarem. Em seguida, Kouga e cia resolvem partir para os 5 picos antigos. | | |                                              |
| 55 | "Incrivel! Desperte Dragão!" Transliteração: "Kakegaenonaimono! Mezame yo, Doragon!" (em japonês: かけがえのないもの! 目覚めよ、龍!)                                                          | O Despertar do Dragão! O que é Insubstituível! Acorda Dragão!                                            | 28 de Abril de 2013 11 de Novembro de 2017   |
| Kouga, Subaru, Souma e Yuna, vão para os Cinco Picos Antigos para ver Ryuho, mas são emboscados por soldados Parasitas a mando de Harimede que tentam detê-lo. Ryuho não entende porque está sendo submetido àquele rigoroso treinamento, mas sua mãe Shunrei explica que Shiryu teve que passar por duras aprovações pela restauração da humanidade. O jovem Dragão não entende porque Shiryu quer continuar com os treinamentos, já que a paz voltou a Terra e também está livre da marca das Trevas e recuperou seus sentidos que tinha perdido na guerra de Marte. Apesar de Shiryu o submeter o mesmo treinamento que ele próprio recebeu do Mestre Ancião, Ryuho percebe que não há razão para continuar com tal treinamento e também por ser reconhecido por seu pai como um cavaleiro e decide desistir da armadura. Shiryu o adverte que a armadura também foi um vínculo que ele fez com seus companheiros e se desistir, estaria abrindo mão deste vínculo. Ainda em Rozan, o Parasita Harimede embosca o jovem Dragão, depois que o eliminar, Shiryu seria o próximo. Ryuho manifesta seu cosmo, mas ainda tinha dúvidas. Shunrei manda a armadura na forma de Clostone a Ryuho, mas Harimede continua com seu ataque usando sua Barra Tripla. Ryuho decide proteger a armadura e está disposto a sacrificar sua própria vida mesmo que para isso seja o único método de proteger sua família e o poder da Clostone imerge fazendo imergir sua nova armadura de Dragão. Ryuho a veste e faz Harimede recuar. Kouga e Subaru vão buscar Haruto e Souma, Ryuho e Yuna vão para o Santuário. Neste momento, Pallas desperta e Titan se apresenta. | | |                                              |
| 56 | "Ressoando em meu Coração! O Uivo de Haruto!" Transliteração: "Kokoro ni Hibike! Haruto no Shauto!" (em japonês: 心に響け! 栄斗のシャウト!)                                                   | O Uivo do Coração! Recupera o teu Coração! O Grito de Haruto!                                            | 5 de Maio de 2013 18 de Novembro de 2017     |
| Kouga e Subaru vão para encontrar Haruto. Eles vão para um show e encontram o Cavaleiro de Lobo, que agora tornou-se vocalista de uma banda de rock. Ele despertou o rock após suas lutas e agora é vocalista de uma banda. Ele inicialmente se recusa a ir ao campo de batalha, e que tinha despertado sua vocação de música através dos sons de radio, que hipnotiza Haruto. Kouga deixa Haruto e se retira, mas Hati de Adaga persegue o cavaleiro de bronze e mais uma vez Kouga e Subaru entram em ação para enfrentar o cavaleiro Parasita. Com sua audição apurada, Hati consegue dar conta de Kouga e Subaru e Haruto deixa o Show de Rock para se juntar a Kouga. Hati congela a plateia e Haruto desperta o poder da Clostone fazendo imergir sua nova armadura. Haruto tenta selar a audição do cavaleiro Parasita e Kouga tenta finalizar com seus meteoros, mas Rea, Parasita de segunda classe para os meteoros com apenas uma mão e recua com Hati. Assim Haruto se junta ao grupo dos cavaleiros. Pallas com a boneca da Saori, diz que quer se encontrar com Athena o quanto antes. Europa, outro cavaleiro Parasita de segunda classe, tem em mente recrutar Eden para enfrentar Kouga. | | |                                              |
| 57 | "Derrote o Pégaso! Eden, o Guerreiro da Indiferença!" Transliteração: "Pegasasu o Taose! Kokō no Senshi Eden!" (em japonês: ペガサスを倒せ! 孤高の戦士エデン!)                                | Derrote o Pégaso, Éden! Derrotar o Pegasus! Éden, o Guerreiro Solitário!                                 | 12 de Maio de 2013 18 de Novembro de 2017    |
| Tebas persegue Ennead de Escudo, admitido como cavaleiro de Athena. Ennead acaba sendo derrotado quando protegia uma menina e Europa o pede para acompanhar para designar Eden para matar Kouga. Eden toca piano no jardim em frente ao túmulo de Aria. Os Parasitas Tebas e Europa o abordam pedindo para ele eliminar o Pégaso, mas Tebas despreza seu Santuário, que irrita Eden. Shaina pede a Kouga e Subaru para investigar de um cavaleiro de prata desaparecido e descobrem Ennead e ele afirma ser uma armadilha, quando Europa aparece e transfere Kouga e Subaru para um outro campo de batalha. Eden combate Kouga e Eden só aceitou ser um Parasita como cavaleiro de Clava se Aria fosse ressuscitada, mas depois afirma que se juntou aos Parasitas como um espião. Depois revela sua nova armadura de Órion e derrota Tebas, mas acaba sendo salvo por Europa. Assim começa a batalha de Pallas contra o Santuário. | | |                                              |
| 58 | "Surgem os Quatro Reis! O Duelo de Irmãs entre Athena e Pallas!" Transliteração: "Shiten'ō Arawaru! Atena Tai Parasu Zenmen Taiketsu!" (em japonês: 四天王現わる! アテナ対パラス全面対決!)    | A Guerra Entre Atena e Pallas Começa! Aparecem os Grandes Quatro! Confronto Aberto entre Atena e Pallas! | 19 de Maio de 2013 25 de Novembro de 2017    |
| Harbinger segue se divertindo derrotando todos os Parasitas que tentam parar o tempo, mas Genbu pede a Harbinger para se dirigir ao Santuário. Kouga se reúne com seus amigos e Saori aparece para dar as novas. Genbu fala que Saori tem apenas um ano de vida, que deixa Kouga perturbado. Os outros cavaleiros se espalham pelo mundo e os cavaleiros de ouro ficam nas 12 casas zodiacais. Em algum outro lugar, Tavarus reaparece para buscar revanche com Kouga, mas Kouga ainda se sentia perturbado, mas Subaru se intervém. Kouga vê um bebê em perigo e Tavarus tenta ferir o bebê, mas Kouga e Subaru protegem o bebê, que mais uma vez Tavarus recua. Três pessoas se reúnem com Pallas e Titan se junta a eles para que Pallas possa ver Athena denominando-se os Quatro Reis Celestiais. Shun aparece enfrentando os Parasitas com sua nova armadura, que tinha sofrido os efeitos da última guerra contra Marte, como também está livre da marca das Trevas. | | |                                              |
| 59 | "A Relação Fraternal! Shun de Andrômeda Se Une à Luta!" Transliteração: "Kyōdai no Kizuna! Andoromeda Shun, Sansen!" (em japonês: 兄弟の絆! アンドロメダ瞬、参戦!)                            | Shun de Andrômeda se Junta à Batalha! Os Laços entre Irmãos! Shun de Andrómeda Junta-se à Luta!          | 26 de Maio de 2013 25 de Novembro de 2017    |
| Yuna, Ryuho e Souma vão para uma aldeia que sofreu uma invasão temporal e Shun de Andrômeda confronta Harimede que congela o irmão de Rei. Harimede faz um trato com Rei, mas Shun o afugenta. Shun conta que tem protegido aqueles que não foram paralisados pelos Parasitas e fala que Rei o odeia pelo fato de cair na armadilha de Harimede. Yuna foi atrás de Rei, mas ele foge. Rei pega a Clostone de Shun e Shun o segue. Harimede afirma que trará o irmão de Rei se entregasse a armadura, mas Shun fala para não acreditar no Harimede. Shun confronta Harimede sem armadura, mas faz um trato para salvar o irmão de Rei a Harimede se entregasse sua vida. Yuna veste armadura e confronta Harimede, mas é atingida. Rei pega a Clostone de Harimede e entrega a Shun, que evolui para uma nova forma de armadura que sai da Clostone, assim como a armadura de Kouga e afugenta Harimede. Shun acredita que algum dia conseguirá salvar o irmão de Rei. Na versão do mangá, Philip, o irmão de Rei é salvo e os protagonistas são Kouga, Subaru e Ryuho. | | |                                              |
| 60 | "A Estrela de Aço! Subaru, Abrace seu Espírito Batalhador de Aço!" Transliteração: "Kōtetsu no Hoshi! Subaru yo, Hagane no Tōshi o Idake!" (em japonês: 鋼鉄の星! 昴よ、鋼の闘志を抱け!)      | A Estrela de Aço! A Estrela de Aço! Subaru, Abraça o Espírito do Aço                                     | 2 de Junho de 2013 2 de Dezembro de 2017     |
| Kouga e Subaru estão em um desfiladeiro onde estão os Parasitas. Eles são atacados por uma tropa inteira de Parasitas e a Armadura de Aço de Subaru é destruída. Depois Hati e os Parasitas recuam e outros cavaleiros de aço aparecem e seu líder é Erna. Depois aparecem Ban de Lionet e Nachi de Lobo, antigos cavaleiros de longa data que lutaram com Seiya que agora são tutores dos cavaleiros de aço. Erna conta que sua armadura de aço é diferente e conheceu Subaru tempo atrás e também de sua obsessão em querer superar Kouga. Ban, Nachi e os cavaleiros de aço, Kouga, Subaru sem armadura confrontam Hati e os Parasitas, mas Erna se sacrifica protegendo Subaru e morre. Subaru pega a armadura do companheiro morto e desenvolve um forte cosmo, que faz Hati recuar. Agora Kouga e os outros partem para Palaestra. | | |                                              |
| 61 | "A Multidão se Aproxima! Palaestra na Batalha de Defesa!" Transliteração: "Semaru Daigunzei! Paraisutora Bōei Sen!" (em japonês: 迫る大軍勢! パライストラ防衛戦!)                             | A Invasão da Palaestra! Um Exército Aproxima-se! A Batalha por Palaestra!                                | 9 de Junho de 2013 2 de Dezembro de 2017     |
| Kouga e Subaru chegam em Palaestra, juntamente com uma tropa de Cavaleiros de Aço onde lá encontram as pessoas que foram salvas dos Parasitas. Lá eles se reencontram com Souma, Yuna e Ryuho. Genbu de Libra pede para os cavaleiros mostrar suas armaduras e os reprime pelo fato de confiar no poder das armaduras. Haruto pega um dos infiltrados e Genbu deduz ser um ataque dos Parasitas. Genbu decide enfrentar os Parasitas sozinho e até mesmo Tebas, que dá conta. Depois Aegir que usa o poder de sua luva, mas Genbu consegue dar conta de Aegir. Hyperion aparece e empresta sua espada Tenchihômetsuzan para Aegir. | | |                                              |
| 62 | "Determinação de Genbu! Excalibur contra a Espada de Libra!" Transliteração: "Genbu no Shitō! Ekusukaribā tai Raibura no Sōdo!" (em japonês: 玄武の死闘! 聖剣対天秤の剣!)                     | A Determinação de Gembu! O Duelo de Gembu! A Espada Sagrada Contra a Espada de Balança!                  | 23 de Junho de 2013 9 de Dezembro de 2017    |
| Aegir empunha a espada "Destruidora do Céu e da Terra" de Hyperion (primeira classe). Os Cavaleiros são envolvidos ao enfrentarem o poderoso e sinistro cosmo da espada. Genbu acaba sendo atingido em cheio. Kouga queima seu cosmo para lutar e os outros vestem armadura, mas não consegue encostar em Aegir quando este para Kouga com um só dedo. Neste momento, Genbu ergue-se com o escudo da Armadura de Libra e desafia novamente Aegir. Aegir paralisa todos com a espada de Hyperion, mas o sexteto não se rendem perante a espada de Hyperion. Genbu saca sua espada e explica da regra suprema das armas, mas não demonstra ser capaz de rivalizar a força da espada de Hyperion. Genbu se deixa ser cortado pela espada de Hyperion, mas na verdade era um pretexto para destruir a espada de Hyperion. Entretanto só consegue causar apenas um só dano, mas ele consegue salvar os cavaleiros. Kouga derrota Aegir usando seus meteoros. Genbu antes de morrer, fala para acreditar em seu cosmo e também assim possam despertar o Ômega. Saori vê o partir de um cavaleiro de Athena, assim como Eden, Shiryu, seu irmão discípulo e Hyoga carregando a armadura de Cisne. | | |                                              |
| 63 | "A Aparição de Seiya! A Decisão de Athena!" Transliteração: "Seiya, Shutsujin! Atena no Ketsui!" (em japonês: 星矢、出陣! アテナの決意!)                                                      | A Decisão de Atena! Seiya Entra em Acção! A Determinação de Atena!                                       | 7 de Julho de 2013 9 de Dezembro de 2017     |
| Genbu protegeu Palaestra sacrificando-se de forma heroica. Geki entrega a Clostone da armadura de Libra a Ryuho para entregar a seu pai Shiryu. Kouga comenta que antes de Genbu morrer, menciona do tal Ômega e Geki fala que significa ser o cosmo supremo que vai além do Sétimo Sentido. Hati invade Palaestra, onde estão Subaru e seus superiores, Ban e Nachi. Kouga e os veteranos de bronze se preparam para enfrentar Hati, mas Hati apresenta seus soldados. Seiya aparece no campo de batalha e enfrenta os Parasitas e os enfrenta com uma nova técnica, Trovão Atômico, herdada de Aiolos. Athena aparece e faz Hati e os outros soldados recuar. Saori conta da verdade e da sua divindade do cosmo, mas não diminui o ânimo de Kouga. Saori arrisca sua vida para encontrar e descobre que se encontra no Pallasbelta. | | |                                              |
| 64 | "Sigam em Frente, Cavaleiros! O Árduo Caminho para Pallasbelta!" Transliteração: "Susume Seinto! Parasu Beruda e Kewashiki Michi!" (em japonês: 進め聖闘士! パラスベルダへ険しきへ道!)        | A Perigosa Estrada Para Pallasbelda! Em Frente Cavaleiros! A Estrada Íngreme até Pallasbelta!            | 14 de Julho de 2013 16 de Dezembro de 2017   |
| Seiya diz aos Cavaleiros de Ouro Kiki, Harbinger e Fudou que eles devem superar Pallas e salvar Athena, trazendo a paz na Terra. Kouga, Souma, Yuna, Ryuho e Subaru vão até Pallasbelta. Seiya decide ir para Pallasbelta levando consigo a adaga de ouro capaz de matar deuses, que antes seria usada na rebelião de Saga e usada pelo próprio na saga de Hades. Haruto decide agir sozinho. Quando o grupo de Kouga chega a uma ponte suspensa, o Parasita de terceira classe Cilene aparece. Ele está prestes a destruir a ponte, mas Haruto salva seus companheiros. O Cavaleiro do Lobo opta por permanecer combatendo o Parasita para que seus amigos possam continuar. Subaru acaba voltando e é surpreendido por Cilene, sendo jogado abismo abaixo. Haruto vai para o abismo para ajudar. Em seguida, Greip, outro Parasita de terceira classe aparece para emboscar Haruto e Subaru e Subaru acaba ferido e Haruto opta em retirada. Enquanto Haruto e Subaru descansavam, Greip e Cilene o emboscam e disputavam, quem os mataria. Haruto decide deixar Subaru, enquanto ele os atraia. Quando Subaru estava encurralado, Haruto os surpreende e faz os dois Parasitas recuarem. Seiya os espera com três cavaleiros de prata, Menkar de Baleia, Miguel de Cães de Caça e Bartschius de Girafa e abre caminho com seu Trovão Atômico. | | |                                              |
| 65 | "Quebre o Portão de Ferro! O Voo de Pégaso e o Escudo de Dragão!" Transliteração: "Yabure Teppeki no Mon! Pegasasu no Hoko to Doragon no Tate!" (em japonês: 破れ鉄壁の門! 天馬の矛と龍の盾!) | O Punho do Pégaso e o Escudo do Dragão! Vamos Esmagar o Portão! A Lança de Pegasus e o Escudo de Dragão! | 21 de Julho de 2013 16 de Dezembro de 2017   |
| Seiya de Sagitário golpeia a porta do castelo de Pallas com sua velocidade da luz. Seiya consegue repelir os ataques dos Parasitas com um só dedo e os atrai. Saori, que precisou ficar no Santuário por estar enfraquecida, se sente preocupada com seus cavaleiros e Fudou tenta tranquilizá-la e acreditar que eles possam despertar o Ômega. Pallas consegue sentir essa preocupação através do bracelete que liga as duas. É neste momento que o Parasita Tavarus com sua nova Chronotector aparece diante de Kouga e o desafia mais uma vez para a Batalha, se tornando um portão de ferro. Kouga tenta se encarregar, mas não consegue lidar com ele sozinho e é protegido por Ryuho. Ryuho conta da história da lança e do escudo mais fortes do mundo, que Hyoga tinha contado tempo atrás nos episódios clássicos e Kouga e Ryuho lutam juntos. Ryuho consegue repelir o tamanho ataque de Tavarus e Kouga atinge de perto com o Cometa de Pégaso e finaliza depois de destruir sua Chronotector com seu novo movimento Turbilhão de Pégaso, derrotando Tavarus de uma vez por todas. Entretanto, Pallas atinge a forma adolescente. | | |                                              |
| 66 | "Os Reforços de Aço! Os Heróis sem Nome!" Transliteração: "Kōtetsu Funtō! Namonaki Yūsha-tachi!" (em japonês: 鋼鉄奮闘! 名もなき勇者たち!)                                                    | Os Heróis Sem Nome! O Esforço de Aço! Os Heróis sem Nome!                                                | 28 de Julho de 2013 23 de Dezembro de 2017   |
| Uma luta entre os Cavaleiros de Aço e os Parasitas acontece dentro do Pallasbelta. Emma vê muitos companheiros caírem um após o outro e começa a duvidar de sua lealdade para com os Cavaleiros de Aço ao qual ela pertence. Emma e Kerry estão em perigo, então Souma e Subaru chegam para intervir. Enquanto isso, Emma percebe que seus companheiros de aço foram mortos e nada pôde fazer. Em seguida, o Parasita terciário Rogue aparece e Souma o confronta, mas se descuida quando uma das abelhas o fere e danifica parte da armadura e Kerry ordena o toque de retirada. Emma se sente inútil pelo fato de não fazer nada e Kerry pede para que Subaru e Emma vigiem. Ele comenta a Souma que Emma já perdeu alguém próximo, assim como Kerry perdeu sua família na guerra de Marte, mas acabam sendo descobertos. Emma, Subaru e Kerry confrontam a tropa de abelhas e o exército Parasitas e dão tempo para criar o Furacão de Aço e para Souma finalizar com seu Bombardeio de Lionet, mas Kerry percebe que antes de Rogue morrer deixa uma das abelhas e acaba sendo morto ao proteger Souma. No fim do episódio, aparecem Seiya e Eden. | | |                                              |
| 67 | "O Impressionante Cosmo de Subaru! A Escolha de Eden!" Transliteração: "Subaru, Kyōi no Kosumo! Eden no Shimei!" (em japonês: 昴、驚異の小宇宙! エデンの使命!)                                | O Extraordinário Cosmo de Subaru! O Cosmos Terrifico de Subaru! A Tarefa de Éden!                        | 4 de Agosto de 2013 23 de Dezembro de 2017   |
| Subaru decide enfrentar os Parasitas sozinho, mas este é parado por Souma e Ryuho. Kouga e Ryuho sentem um cosmo e o reconhecem como o de Eden. Eden que acaba de chegar com sua Caixa de Pandora, enfrenta o exército de Parasitas, diz que só veio atrás do cosmo que o chama. Eden acaba encontrando com Europa que consegue compreender os sentimentos de Eden, mas Seiya fica em seu caminho e Europa recua. Eden fica indeciso, inclusive de seu verdadeiro propósito de lutar, mas Seiya fala para ele próprio encontrar seu próprio caminho. Europa fica no caminho de Kouga. Subaru, Souma e Ryuho o confrontam, mas são derrotados facilmente. Kouga tenta derrubá-lo enquanto distraído, mas nada consegue fazer. Eden resolve lutar contra Europa no intuito de encontrar sua resposta. Europa resolve atacar o grupo de Kouga, mas Eden para o golpe e fala que não precisa do poder de um deus para atingir seus objetivos, que deixa Subaru frustrado e manifesta seu verdadeiro poder. O cosmo de Subaru deixam Eden e Europa paralisados e Eden finaliza com seu novo golpe Extermínio de Órion e Europa recua mais uma vez. O grupo de Kouga decide seguir para o Pallasbelta com Subaru inconsciente e Eden decide seguir com Kouga. Entretanto uma só pergunta vem a Eden "Quem realmente será Subaru?". | | |                                              |
| 68 | "Kouga e Pallas! Um Encontro no Campo de Batalha!" Transliteração: "Kōga to Parasu! Senjō no Deai!" (em japonês: 光牙とパラス! 戦場の出会い!)                                                 | O Encontro no Campo de Batalha! Kouga e Pallas! Um Encontro no Campo de Batalha!                         | 11 de Agosto de 2013 30 de Dezembro de 2017  |
| Pallas se tedia e tenta sair do Pallasbelta. Os cavaleiros procuram por mais sobreviventes e Kouga nota uma garotinha. Kouga se encontra com a tal garota, é Pallas. Como Kouga não sabe a verdadeira identidade de Pallas, ele a protege de soldados Parasitas. Pallas convida Kouga a explorar a cidade juntos, mas age como uma criança mimada, que dá trabalho a Kouga. Kouga se encontra com os cavaleiros e Kouga age de forma grossa com Pallas. É neste momento que Pallas se revela. Titan aparece e paralisa os cavaleiros com sua Espada da Criação do Céu e da Terra. Seiya aparece e aponta seu arco e flecha, mas Titan rebate a flecha e Kouga fica no caminho retendo a flecha. Titan tenta dar um fim nos cavaleiros, mas Pallas ordena retirada. No fim do episódio, aparecem Shiryu, Hyoga e Shun. | | |                                              |
| 69 | "Criem uma Tempestade de Chamas! A Amizade de Yuna e Souma!" Transliteração: "Honō no Arashi o Okose! Yuna to Sōma no Yūjō!" (em japonês: 炎の嵐を起こせ! ユナと蒼摩の友情!)                  | Tempestade de Chamas! Começa uma Tempestade de Fogo! A Amizade de Yuna e Souma!                          | 18 de Agosto de 2013 30 de Dezembro de 2017  |
| Europa lhe entrega uma ampulheta negra chamada Anti Limit a Metone. Souma e Yuna encontram um atalho para o castelo de Pallas. Ymir e Metone, Parasitas que eles enfrentaram anteriormente, surgem de repente com intuito de uma revanche. Metone revela a ampulheta e absorve o cosmo de sua irmã, restando apenas o cadáver dela. Souma e Yuna confrontam Metone, mas Yuna machuca o pé e fica inconsciente. Yuna relembra da época infantil de quando conheceu Souma. Yuna volta a si e juntos confrontam Metone e o derrota. No final Metone é devorado pela alma de sua irmã. Ainda, aparece um cavaleiro sem armadura carregando uma luva que destrói a armadura de Menkar de Baleia. | | |                                              |
| 70 | "O Destruidor de Armadura! O Ataque do Pallasite Rebelde!" Transliteração: "Kurosu no Hakaisha! Hagure Parasaito Raishū!" (em japonês: 聖衣の破壊者! はぐれパラサイト来襲!)                   | O Destruidor de Armaduras! O Destruidor de Armaduras! O Ataque do Pallasito Forasteiro!                  | 1 de Setembro de 2013 6 de Janeiro de 2018   |
| Kouga e seus amigos correm para o castelo, mas o Parasita Miller aparece diante deles e pega Subaru. Ele afirma "Eu sou um artista que destrói a beleza de suas armaduras", diz ele, atacando! Ele também ataca os cavaleiros e destrói armaduras por prazer. Haruto e os outros ficam espantados com a força e velocidade do Parasita, que é maior do que dos Cavaleiros de Ouro. Miller destrói o braço da armadura do Lobo, mas é protegido por Ryuho, mas teve o escudo da armadura praticamente destruído, mas Haruto faz uma cortina de fumaça para ajudar Ryuho. Haruto tenta apagar sua presença para surpreender Miller, mas Miller destrói parte da armadura de Haruto, mas é golpeado e nada sofre. Quando Miller ia lutar a sério, acabam sendo salvos por Europa. Outro cavaleiro de bronze marcado por feridas aparece. | | |                                              |
| 71 | "A Armadura Amaldiçoada!? O Cavaleiro de Cavalo!" Transliteração: "Norowareta Kurosu!? Ekureusu no Seinto!" (em japonês: 呪われた聖衣!? 小馬座の聖闘士!)                                      | O Cavaleiro de Cavalo Menor! A Armadura Amaldiçoada! O Cavaleiro de Cavalo Menor!                        | 15 de Setembro de 2013 7 de Janeiro de 2018  |
| Uma garota é surpreendida por outros Parasitas, mas acaba sendo salva por Kouga, Subaru, Ryuho e Haruto. Os Cavaleiros são cercados por muitos soldados Parasitas. O cavaleiro de Cavalo e Eden fazem sua aparição e salva a menina. Ele se apresenta como Celeris, coberto de feridas, e a menina como Selene. Celeris permanece lutando sozinho contra os Parasitas o tempo todo, acolhe as vítima dos Parasitas, próxima a bifurcação do castelo Pallasbelta. Subaru alega que Celeris buscou poder para proteger as pessoas mas retruca de Eden que se recusou se tornar num deus. A tal menina serve chá aos outros cavaleiros e é gentil com Eden, embora este já tinha perdido um propósito para lutar. Ryuho diz para aceitar a gentileza e depois agradecer. Hati e Tebas invadem o esconderijo dos rebeldes. Eden, Ryuho, Haruto e Kouga combatem Tebas e Celeris e Subaru Hati. Celeris tenta um combate corporal com Hati. Eden confronta Tebas e Souma e Yuna aparecem. Tebas tenta atrair um meteoro gigantesco para destruir todos, até Hati, que o faz recuar, mas Eden atrai o meteoro até Tebas e é pego pelo meteoro. | | |                                              |
| 72 | "A Armadura Herdada! Nasce Subaru de Cavalo!" Transliteração: "Kurosu, Keishō! Ekureusu no Subaru, Tanjō!" (em japonês: 聖衣、継承! 小馬座の昴、誕生!)                                        | Nasce Subaru de Cavalo Menor! A Armadura Herdada! Nasce Subaru de Cavalo Menor!                          | 22 de Setembro de 2013 13 de Janeiro de 2018 |
| Kouga e os outros resolvem abandonar o momento de descanso e partem, despedindo-se de Celeris. Entretanto, o Parasita Hati armou para atacar Celeris sozinho. Subaru decide voltar para ajudar Celeris. Celeris diz que a Armadura de Cavalo que ele veste foi herdada de Kitalpha, seu antecessor. Porém, existe uma lenda que diz que aquele que usar esta armadura está fadado a perder a vida em batalha ao utilizar a técnica suprema. Subaru combate Hati para honrar a alma de Erna, mas teve sua armadura destruída. Celeris passa a mensagem a Subaru dizendo "Grave os seus olhos em meu cosmo" e derrota Hati usando o Máxima Explosão Supernova, que custa a vida de Celeris. Subaru aparece diante de Kouga e cia que enfrentam Cilene e Greip e equipa-se com a Armadura de Cavalo que evolui de uma Clostone para outro formato, e derrota usando o Explosão Supernova. A armadura de Cavalo abandona Subaru, isso acontece porque está triste pelos Cavaleiros que a usaram terem morrido, por isso ela recusa-se a lutar. | | |                                              |
| 73 | "As Lágrimas de Cavalo!? O Despertar de Duas Armaduras!" Transliteração: "Ekureusu no Namida!? Kakusei-suru Futatsu no Kurosu!" (em japonês: 小馬座の涙!? 覚醒する二つの聖衣!)                | As Lágrimas de Cavalo Menor! As Lágrimas de Cavalo Menor! Acordam Duas Armaduras!                        | 29 de Setembro de 2013 14 de Janeiro de 2018 |
| Subaru volta a si depois da própria armadura ter deixado seu corpo. Eden fica pensativo sobre a origem de Subaru. Laki aparece no campo de batalha, mas corre perigo nas mãos de Harimede. Kouga e Subaru salvam Laki, mas a armadura de Cavalo de Subaru se torna incolor, perdendo o cosmo. Kouga confronta Harimede e Laki sente que a armadura de Cavalo está triste e perdeu a vontade de lutar. Athena finalmente desperta sua Armadura para lutar contra Pallas e confia sua armadura para que Harbinger a proteja, que o deixa sem jeito. Kouga corre perigo e Laki tenta proteger Kouga, mas Subaru tenta enfrentar Harimede. Subaru tenta convencer a armadura desperte seu poder e que não morreria facilmente pelo fato de ser um deus. A armadura de Cavalo finalmente desperta e volta a sua cor original e Subaru derrota Harimede com seu novo golpe Tempestade de Plêiades. Athena e os cavaleiros de ouro aparecem diante de Souma, Haruto, Yuna, Eden e Ryuho e confrontam os Parasitas e Laki revela a tal areia que seria usado para restaurar armaduras. Dr. Asamori aparece e Daichi, Sho e Ushio anseiam para entrar no campo de batalha. | | |                                              |
| 74 | "A Batalha de Kiki! Companheiros que Atravessam Eras!" Transliteração: "Kiki no Tatakai! Sedai o Koeta Nakama!" (em japonês: 貴鬼の闘い! 世代を越えた仲間!)                                   | A Batalha de Kiki! Começa a Batalha de Kiki! Amigos Há Gerações!                                         | 6 de Outubro de 2013 20 de Janeiro de 2018   |
| Kiki de Áries finalmente chegou ao campo de batalha. Por suas mãos, as Armaduras destruídas na batalha são restauradas sucessivamente. Dione e outros Parasitas resolvem atacam neste momento. Apesar de Kouga e os outros pretenderem contra-atacar com as armaduras danificadas, Laki os conduz até Kiki. Shaina, Geki, Ban e Nachi aparecem mas os três antigos de bronze aparecem com armaduras de aço. Dione começa seu contra-ataque. Shaina, Geki, Ban, Nachi, Ichi, com sua armadura renovada, como também seus antigos colegas da Palaestra, confrontam os Parasitas. Daichi da Terra, Sho do Céu e Ushio da Água também confrontam seu exército, os antigos cavaleiros de aço. Depois de Kiki reparar as armaduras de bronze, chega o momento dele e Dione se confrontarem. Dione tenta confrontá-lo com seu chicote, mas nada consegue fazer e Kiki destrói a Chronotector de Dione com um só dedo e os extermina usando o Extinção Estelar. Souma e Haruto trocam idéias com seus superiores antes de irem para o campo de batalha. Eden ainda continua intrigado com Subaru, mas Kiki pede para que continue o observando. Laki vê a imagem do antigo mestre de Kiki, Mu de Áries. O grupo já de armaduras renovadas se direcionam até o Pallasbelta. Aparece também uma Amazona de Gêmeos, qual será as reais intenções da Amazona mascarada? | | |                                              |
| 75 | "Encontro Predestinado! O Regresso de Gêmeos!" Transliteração: "Sadame no Kaigō! Jemini, Futatabi!" (em japonês: 定めの邂逅! 双子座、再び!)                                                   | O Inesperado Encontro do Destino! O Encontro Predestinado! O Regresso de Gémeos!                         | 13 de Outubro de 2013 21 de Janeiro de 2018  |
| Próximo ao Cabo Sunion, Gália aparece para libertar Paradox, que sobreviveu na batalha das 12 casas. Ryuho é envolvido por uma névoa e dá de cara com Paradox, que agora usa uma Chronotector. Entretanto surge uma outra Amazona mascarada que carrega a constelação de Gêmeos e se revela como Integra, irmã mais nova de Paradox. Entretanto, seus poderes se colidem e Paradox revela que sentiu inveja de sua irmã pelo fato de ser adorada por todos e por ela usar seu poder por outros e Paradox que só coagia como uma egoísta. Ryuho usa seu poder para equivaler com o de Integra e assim derrubar Paradox. Paradox usa o Destinação Final, mas Integra repele o golpe e termina a luta usando o Explosão Galáctica, que faz Paradox recuar. Próximo a Ilha Kanon, um homem aparece recuperando de suas feridas, seu nome, Ikki de Fênix, sem sua armadura. | | |                                              |
| 76 | "A Ave Imortal! Ikki de Fênix Retorna!" Transliteração: "Fushichō! Fenikkusu no Ikki, Kenzan!" (em japonês: 不死鳥! 鳳凰座の一輝、見参!)                                                      | O Regresso da Ave Imortal! O Pássaro Imortal! Chega o Ikki de Fénix!                                     | 20 de Outubro de 2013 27 de Janeiro de 2018  |
| Integra se junta a Harbinger, Fudou e Saori e comenta que sua irmã gêmea Paradox sucumbiu aos Parasitas, mas fará o possível para derrotá-la. Na Ilha Kanon, os Parasitas atacam um homem que vê no meio de uma cratera cercado pela fumaça, o nome dele é Ikki, o cavaleiro de Fênix que lutou ao lado de Seiya. Antes que tentassem alguma coisa, com um só movimento, Ikki consegue derrotar os Parasitas. Em seguida Ikki traja sua armadura para adentrar no campo de batalha. No castelo Pallas, Aigaion comenta que enfrentou Ikki e sua espada trincou ao tentar golpeá-lo. Kouga e cia alcançam o Pallasbelta, mas reveem Miller agora com Chronotector que os cerca em chamas. As chamas muda de cor graças ao cosmo de Ikki e dissipa as chamas, como também expulsa os envolvidos com o seu cosmo. Miller tenta confrontar Ikki, mas Ikki consegue comparar com a sua velocidade que destrói a luva capaz de destruir armaduras, mas Miller ainda guardava uma reserva. Miller tenta destruir a armadura de Ikki, mas sua armadura volta para seu corpo assim como a ave Fênix mitológica. Ikki tenta atingi-lo com o seu Golpe Fantasma de Fênix, mas não surte efeito no Miller. Ikki lança um Ave Fênix em Miller e tira as Clostones que Miller tinha tirado dos cavaleiros derrotados por Miller. Contudo, Miller nada sofre e desiste da luva capaz de destruir armaduras e começa a lutar a sério, mas Europa interfere na luta. Ikki passa as Clostones de todos os cavaleiros derrotados pelo Miller e outros Parasitas e o peso que estaria carregando para Kouga. Ikki menciona que há alguém que articulou a guerra e também tenta semear o ódio em Pallas. | | |                                              |
| 77 | "Recuperem o Fluxo do Tempo! Os Cavaleiros de Athena Reunidos!" Transliteração: "Toki yo Ugoke! Tsudoishi Atena no Seinto!" (em japonês: 刻よ動け! 集いしアテナの聖闘士!)                     | Os Cavaleiros de Atena se Reúnem! Chegou a Hora! Os Cavaleiros de Atena Juntam-se!                       | 27 de Outubro de 2013 28 de Janeiro de 2018  |
| Ryuho entra em meio exército dos Parasitas para avisar que Athena e os outros cavaleiros se aproximam do campo de batalha. Kouga e seus amigos fazem o seu caminho para o castelo Pallas. Souma e Yuna enfrentam parte do exército, Haruto e Ryuho ficam para trás enfrentando parte do exército e Subaru encara o exército Parasita sozinho restando apenas Kouga e Eden. Eden fica para enfrentar Europa e Kouga decide transpor o Portão do Tempo. Kouga tem seu corpo paralisado por causa do Portão do Tempo. Eden é detido por Europa e Souma, Yuna, Haruto, Ryuho e Subaru pelo exército Pallas. Ikki, Hyoga, Shun, Shiryu que recebe a armadura de Libra de Ryuho e os outros cavaleiros de ouro Seiya, Harbinger, Fudou, Integra e Kiki tomaram parte na batalha. Os outros cavaleiros e Athena passam seus cosmos a Kouga e conseguem derrubar o Portão do Tempo. Enquanto isso, alguém dentro do castelo discute sobre os cavaleiros e os comentários de que tudo foi de acordo com o plano. | | |                                              |

### O Despertar do Ômega
| N.º | Título original | Título no Brasil Título em Portugal                                                                     | Exibição original                           |
| --- | --- | --- | ------------------------------------------- |
| 78 | "O Início da Batalha Final! Rumo à Deusa do Destino!" Transliteração: "Kessen no Hajimari! Shukumei no Megami no Moto e!" (em japonês: 決戦の始まり! 宿命の女神のもとへ!)         | O Início da Batalha do Destino! O Confronto vai Começar! Para a Deusa do Destino!                       | 3 de Novembro de 2013 5 de Maio de 2018     |
| O Cosmo de Athena abre a porta do tempo que bloqueia a entrada do castelo Pallas. Ikki começa abrindo caminho e Integra vai em seguida para perseguir Paradox. Após adentrar no castelo, em seguida esperando por eles é nada menos que Europa e fala que o caminho se divide em quatro, Aflheim, Niflheim, Dverger e Vanahein. Europa tenta provocar o grupo. Kouga e seu grupo tenta enfrentar Europa, mas acabam sendo aturdidos. Seiya tenta atingir Europa com seu golpe a velocidade da luz, mas não o atinge. Saori confronta Europa e admite que se culpa por ter perdido outros cavaleiros. Europa tenta tirar a vida de Athena, mas é protegida por Kouga e outros cavaleiros e depois recua, mas permite que Subaru o atingisse. Kouga, Souma, Yuna e Shun seguem Aflheim, Eden, Haruto, Subaru e Hyoga seguem por Niflheim, mas Eden ainda continua alerta em relação ao Subaru, Ryuho e Shiryu, pai e filho vão por Dverger e os outros cavaleiros de ouro Seiya, Harbinger, Kiki e Fudou vão por Vanahein para proteger Athena. Hyperion, Gália, e Aigaion planejam tirar a vida de Athena e Pallas. Um ancião aparece em seguida, quem será? | | |                                             |
| 79 | "O Assassino que une Ataque e Defesa! A Corrente Mortal de Shun!" Transliteração: "Kōbō Ittai no Shikaku! Shun, Hisaku no Chēn!" (em japonês: 攻防一体の刺客! 瞬、秘策の鎖!)      | A Corrente Mortal de Shun! O Assassino da Ofensiva e da Defensiva! O Plano Secreto de Shun!             | 10 de Novembro de 2013 6 de Maio de 2018    |
| Surt é um novo Parasita de segunda classe com capacidades de defesa especiais a mando de Aigaion que ataca Kouga, Souma e Yuna, mas seus ataques são repelidos por Shun. Surtr é atacado pela Corrente Nebulosa de Andrômeda de Shun, mas ele precisava proteger Kouga e seu grupo. Souma e Yuna fazem uma barreira de fogo e vento para contra-atacar a barreira de Surt capaz de repelir qualquer ataque, mas Kouga retira sua armadura e destrói a pedra capaz de repelir os golpes da Chronotector, mas Surt é encurralado pelo jato nebuloso de Shun e cria uma tempestade derrotando o Parasita secundário. Aigaion anseia para enfrentar Kouga e seu grupo. | | |                                             |
| 80 | "O Rei do Tempo! Hyoga, o Ar Frio do Zero Absluto!" Transliteração: "Toki no Ō! Hyōga, Zettai Reido no Tōki!" (em japonês: 時の王! 氷河、絶対零度の凍気!)                         | O Ar Congelante do Zero Absoluto! O Rei do Tempo! Os Poderes de Hyoga Abaixo de Zero!                   | 24 de Novembro de 2013 12 de Maio de 2018   |
| Nos confins do tempo, uma misteriosa sombra aparece diante de um ancião e lhe oferece uma nova oportunidade. Hyoga de Cisne, está junto de Haruto, Eden e Subaru e seguem pela entrada secreta do castelo de Pallas. Neste momento se encontram com Tokisada, O cavaleiro de ouro de Aquário que lutou junto de Marte e que agora é um Parasita secundário que agora só jura vingança. Subaru, mesmo desconhecendo de sua verdadeira força, consegue ferir Tokisada. Hyoga, se apresenta no campo de batalha e confronta com sua técnica de gelo. Apesar de haver diferença de poder, Hyoga confina Tokisada num sarcófago de gelo, sendo que matá-lo seria impossível. Os Quatro Reis Celestiais apresentam suas armaduras e Aigaion decide tomar a linha de frente para enfrentar os cavaleiros. | | |                                             |
| 81 | "Chronotectors Equipadas! O Ataque de um dos Quatro Grandes!" Transliteração: "Kuronotekutā Sōchaku! Shiten'ō no Shōgeki!" (em japonês: 刻衣装着! 四天王の衝撃!)                  | O Ataque dos Quatro Grande Generais! Chronotecador Equipado! O Impácto de um dos Grandes Quatro!        | 1 de Dezembro de 2013 13 de Maio de 2018    |
| Kouga, Souma, Yuna e Shun se apressam para o castelo de Pallas. Um dos Reis Celestiais surge diante deles, trata-se de Aigaion. Kouga, Souma e Yuna confrontam Aigaion, mas nada pode fazer contra Aigaion. Shun tenta confrontar Aigaion com suas correntes, mas este revela sua Chronotector e atinge Shun a ponto de petrificar uma parte de seu corpo. Yuna, Kouga e Souma confrontam Aigaion, mas mesmo assim não conseguem se comparar devido a diferença de forças. Kouga tenta o Cometa de Pégaso, que danifica sua espada, que salva Shun. Quando Aigaion ia dar o golpe de misericórdia, aparece Ikki de Fênix para o acerto de contas com Aigaion. | | |                                             |
| 82 | "O Extremo Espírito de Combate! Ikki contra Aigaion!" Transliteração: "Tōshi no Kiwami! Ikki tai Aigaion!" (em japonês: 闘志の極み! 一輝対アイガイオン!)                          | Espírito de Combate Extremo! Combater até ao Fim! Ikki contra Aegaeon!                                  | 8 de Dezembro de 2013 19 de Maio de 2018    |
| Ikki, que já foi ferido pela espada de Aigaion, surge diante do Parasita de 1ª classe. Ikki confronta Aigaion com suas chamas que destrói sua espada que tinha sido danificada por Ikki e Kouga e parte de sua Chronotector e tem em mente descobrir o nome do articulador que iniciou a guerra, mas Aigaion golpeia a si mesmo para não revelar seu segredo. Ikki e Aigaion dão seu último confronto, que seus corpos desaparecem, fazendo os outros acharem que Ikki e Aigaion morreram em combate. Gália prepara Rhea para o confronto contra os dois Dragões Shiryu e Ryuho, pai e filho. | | |                                             |
| 83 | "Shiryu e Ryuho! A Alma dos Cinco Picos Antigos!" Transliteração: "Shiryū to Ryūhō! Gorōhō no Tamashii!" (em japonês: 紫龍と龍峰! 五老峰の魂!)                                    | A Alma dos Cinco Picos Antigos! Shiryu e Ryuho! O Espírito de Goroho!                                   | 15 de Dezembro de 2013 20 de Maio de 2018   |
| Rhea, a Parasita de segunda classe vai ao encontro de Ryuho e Shiryu. Titan dá a ela a lança divina Gae Bolg, capaz de perfurar tudo. Shiryu confronta Rhea com a armadura de Libra herdada de seu companheiro Genbu e seu mestre e também carrega o espírito de outro dourado Shura de Capricórnio em seu braço direito, a Excalibur, mas Shiryu é quase vencido pela Parasita. Ryuho retira sua armadura e manifesta seu poder além do Sétimo Sentido, o Ômega, que paralisa Rhea. Shiryu se levanta e diz que se deixou vencer para fazer seu filho despertar o poder máximo, como a lenda da árvore de Yuzuriha. Shiryu vence a Amazona Parasita com seu Cólera do Dragão. Europa assistia os cavaleiros indo em direção errada. Paradox via Ryuho e Shiryu, mas seu cosmo é tomado de ódio ao pensar de sua irmã gêmea Integra. | | |                                             |
| 84 | "Uma Sombra se Aproxima! Os Cavaleiros de Ouro Protetores de Athena!" Transliteração: "Semaru Kage! Atena Mamorishi Gōrudo Seinto!" (em japonês: 迫る影! アテナ守りし黄金聖闘士!) | A Sombra que se Aproxima! Aproxima-se uma Sombra! Os Cavaleiros de Ouro que Protegem Atena!             | 22 de Dezembro de 2013 26 de Maio de 2018   |
| Europa ainda observava os cavaleiros.Integra, entra sozinha no Castelo de Pallas, então vê Paradox, que tenta tirar a vida de Athena. Integra se encontra encurralada em uma luta dura contra Paradox, que ganhou grande poder e um grande ódio, mas Harbinger interfere na luta. A luta é retomada, mas Integra derrota sua irmã. Athena tenta usar seu cosmo para salvar Paradox de seu ódio. Após tendo feito, Paradox começa a sentir dúvidas, assim como Kanon de Gêmeos, mas Gália aparece e golpeia Paradox. | | |                                             |
| 85 | "Contra o Destino! Confissão de Traição!" Transliteração: "Unmei ni Aragae! Hangyaku no Kokuhaku!" (em japonês: 運命に抗え! 反逆の告白!)                                          | Traição Confessa! Lutar Contra o Destino! Uma Declaração Rebelde!                                       | 5 de Janeiro de 2014 27 de Maio de 2018     |
| Depois de golpear Paradox, Gália também golpeia Integra. Os cavaleiros de ouro encontram-se no mesmo lugar de Gália, que porta sua Bushinkôrinken.Todos os ataques de Seiya são inúteis contra a luz emitida pela espada da Parasita que ultrapassa a velocidade da luz. Os cavaleiros de ouro nada conseguem fazer perante ao poder de Gália. Pallas interrompe a luta quando Gália ia tirar a vida de Athena e dos cavaleiros de ouro e descobre da trama. Paradox, devido ao amor de sua irmã decide arriscar sua vida utilizando um "Outra Dimensão" conjunto com Integra para fazer com que os outros cavaleiros saiam do caminho sem fim de Europa. Os cavaleiros alcançam os cavaleiros de ouro e Hyoga e Shun alcançam Europa e começam a lutar com ele. Paradox, mesmo tendo sua vida quase extinguindo suplica aos cavaleiros que protejam Athena e afirma a sua irmã mais nova Integra que sempre a amará. Pallas atinge a idade adulta e Titan decide estar ao lado de Pallas, mesmo sabendo que iria contra as ordens de seu superior. | | |                                             |
| 86 | "O Segredo das Armaduras! Um Novo Poder é Despertado!" Transliteração: "Kurosu no Himitsu! Hatsudō-suru Aratana Chikara!" (em japonês: 聖衣の秘密! 発動する新たな力!)             | O Segredo das Armaduras! O Segredo das Armaduras! Acorda um Novo Poder!                                 | 12 de Janeiro de 2014 2 de Junho de 2018    |
| Kouga pede a Seiya e os outros dourados seguir com Athena até onde está Pallas. Gália começa confrontando os cavaleiros de bronze e os imobiliza com sua espada, mas Subaru usa seu poder oculto e salva os de bronze e danifica a espada de Gália. Kouga, Souma, Haruto, Ryuho, Yuna e Eden despertam o poder oculto das armaduras, Pégaso e Águia asas avulsas, Lionet e Lobo garras nos pés, Ryuho o chicote no escudo e Eden uma proteção em sua armadura. Assim o sexteto conseguem derrotar a Parasita de primeira classe. Hyperion logo em seguida aguarda os dourados. | | |                                             |
| 87 | "A Unidade Dourada! A Técnica Secreta Proibida!" Transliteração: "Gōrudo Danketsu! Kinjirareta Ōgi!" (em japonês: 黄金団結! 禁じられた奥義!)                                      | Técnica Secreta Proibida! A União do Ouro! A Técnica Proibida!                                          | 19 de Janeiro de 2014 3 de Junho de 2018    |
| Enquanto isso, Saori espera ansiosamente para chegar até Pallas, juntamente com os Cavaleiros de Ouro Harbinger, Shiryu, Kiki, Fudou e Seiya. Eles se encontram diante de uma porta e, ao abrí-la, se deparam com Hyperion, trajando a sua Chronotrector e a Tenchihômetsuzan, a espada que matou Genbu. Shiryu, trajando a amadura de Libra, quer vingar Genbu. Seiya, Shiryu e Harbinger tentam confrontar Hypeiron, mas nada conseguem fazer. Kiki, Fudou e Shiryu se prontificam a enfrentar Hyperion enquanto Seiya, Harbinger e Saori seguem em frente. Shiryu descobre que com suas forças é impossível enfrentar Hyperion e os três dourados Kiki, Fudou e Shiryu se reúnem para fazer o Exclamação de Athena. Como as duas forças se chocam, o poder da Exclamação de Athena destrói a espada de Hyperion que faz os cavaleiros desaparecerem. | | |                                             |
| 88 | "Vontade Herdada! Os Ensinamentos dos Grandes Cavaleiros!" Transliteração: "Nokosareta Ishi! Ōinaru Seinto no Oshie!" (em japonês: 残された意志! 大いなる聖闘士の教え!)           | Os Ensinamentos dos Grandes Cavaleiros! Uma Insistência Remanescente! As Lições dos Grandes Cavaleiros! | 26 de Janeiro de 2014 9 de Junho de 2018    |
| Os de bronze chegam até o local e percebem que os três dourados desapareceram até seus cosmos, mas Hyperion aparece sem ter sofrido qualquer ataque. Kouga e seu grupo avançam atacando Hyperion, mas nada conseguem. Subaru desperta seu poder oculto a ponto de pressionar Hyperion e Subaru houve uma voz sinistra. Em meio a luta, Subaru tem o tempo de seu corpo tomado deixando seu corpo petrificado pelo Chrono Catastrophe de Hypeiron. A batalha de Hyoga e Shun continua contra Europa até Miller aparecer. Uma sombra sinistra aparece perante a Subaru, quem será? | | |                                             |
| 89 | "Desperte! O Supremo Ômega!" Transliteração: "Mezamero! Kyūkyoku no Omega!" (em japonês: 目覚めろ!究極のΩ!)                                                                       | O Despertar do Ômega Supremo! Acorda! O Omega Supremo!                                                  | 2 de Fevereiro de 2014 10 de Junho de 2018  |
| Em meio a luta Hyperion destrói as armaduras dos de bronze com seu Choque da Destruição. Subaru tendo seu tempo parado, acaba sendo ludibriado pela tal sombra que Subaru viu. Mesmo sem armaduras, os cavaleiros ainda se levantavam mais e mais, mas depois de despertarem o Cosmo Ômega, as armaduras dos cavaleiros evoluem para poderosas Kamuis, a ponto de pressionarem Hyperion. Hyperion tenta se sacrificar levando os cavaleiros consigo, mas Eden destrói a Chronotector de Hyperion, mas seu poder ainda continuava ativo, até Subaru golpear Hyperion e mandá-lo para longe. O tal visitante que Subaru viu parou o tempo dos cavaleiros por um curto tempo e Subaru se surpreende ao ver o rosto do tal visitante, quem será ele? | | |                                             |
| 90 | "Apresse-se, Touro!! Chegada ao Salão de Pallas!" Transliteração: "Taurusu Tosshin!! Tōsatsu, Parasu no Ma!" (em japonês: 牡牛突進!! 到達、パラスの間!)                           | O Encontro com Pallas! O Touro à Solta! Chegada ao Trono de Pallas!                                     | 9 de Fevereiro de 2014 16 de Junho de 2018  |
| Os Cavaleiros de Ouro restantes e Athena finalmente chegam até a Sala de Pallas. Eles lançam um ataque ao trono de Pallas, mas Titan, o último dos Parasitas de primeira classe, está presente Harbinger faz uma proposta se Titan conseguir vencê-lo, Titan ficaria com a armadura de Athena. Harbinger tenta confrontá-lo, mas nada consegue fazer. Harbinger coloca seu elmo e começa usando todo seu poder que Titan se vê a usar seu poder para proteger Pallas que destrói a espada de Titan. Saori pega sua armadura com Harbinger e a nova Chronotector de Pallas aparece dando início a última batalha das deusas. | | |                                             |
| 91 | "Athena e Pallas! A Batalha das Deusas!" Transliteração: "Atena to Parasu! Megami no Kessen!" (em japonês: アテナとパラス! 女神の決戦!)                                           | A Batalha entre Duas Deusas! Atena e Pallas! O Confronto das Deusas!                                    | 16 de Fevereiro de 2014 17 de Junho de 2018 |
| Seiya tenta impedir de Saori de enfrentar Pallas, mas ela própria está disposta a dar um ponto final na luta. Athena e Pallas se confrontam na sala do trono. Athena tenta persuadir Pallas, mas está determinada a destruir os seres humanos para recuperar sua irmã Athena. As duas vestem armaduras e a batalha entre as duas deusas começa. Subaru tenta impedir que o grupo avance, mas Kouga está decidido a ver Saori e Pallas e impedir que uma grande loucura aconteça. Quando Saori ia tirar a vida de Pallas Titan interfere na luta. Seiya evolui sua armadura em uma Kamui para enfrentar Titan e Titan revela sua nova Chronotector para iniciar a batalha final. | | |                                             |
| 92 | "Os Verdadeiros Sentimentos de Seiya! O Desfazer de uma Mentira!" Transliteração: "Seiya no Honshin! Itsuwari kara no Kikan!" (em japonês: 星矢の本心! 偽りからの帰還!)           | Os Verdadeiros Sentimentos de Seiya! Os Sentimentos de Seiya! O Retorno da Falsidade!                   | 23 de Fevereiro de 2014 23 de Junho de 2018 |
| Por fim, Seiya e Titan iniciam uma dura batalha. Ambos protegem a deusa as quais a eles são leais. No entanto, Seiya é derrotado pelo Primário Titan. Querendo afim de proteger Athena, Seiya eleva seu cosmo e alcança níveis inimagináveis. Seiya e Titan se comparam e ambos estão dispostos a proteger sua deusa em que é leal. Nesse momento, Seiya consegue lutar de igual para igual contra Titan sem sua espada. Titan eleva seu cosmo ao limite, mas Seiya abate Titan varando seu corpo, que cancela seu cosmo. Titan resolve retomar a luta, mas Pallas interrompe a luta. Saori tenta convencer Pallas mais uma vez e retira sua armadura. Saori eleva seu cosmo para salvar a irmã. Pallas retira sua armadura e ambas Saori e Pallas tentam salvar as pessoas que tiveram seu tempo roubado. Inesperadamente Europa aparece e faz as serpentes saírem das mãos de Saori e Pallas que rouba seu cosmo. Europa finalmente revela sua real forma e faz Subaru revelar sua real forma através dos cosmos de Saori e Pallas drenado das serpentes que estavam com elas. | | |                                             |
| 93 | "O Deus do Tempo! O Advento de Saturno!" Transliteração: "Toki no Kami! Satān Kōrin!" (em japonês: 刻の神! サターン降臨!)                                                         | Saturno, o Deus que Rege o Tempo! O Deus do Tempo! Saturno!                                             | 2 de Março de 2014 24 de Junho de 2018      |
| O plano de Europa funcionou e Subaru retomou a sua forma original, tornando-se, assim, Saturno, o deus do tempo. Ele tinha mudado sua aparência para melhor compreender os humanos e, em seguida, selou sua memória e veio para a Terra como Subaru e declara Os seres humanos não merecem viver! Pallas e Saori usam seus cosmos para proteger os cavaleiros, mas seus cosmos minúsculos fez com que elas ficassem inconsciente. Kouga tenta fazer com que Subaru voltasse, mas qualquer tentativa de trazê-lo é em vão e cria um planeta artificial para começar sua punição junto de Europa e Miller que revelou sua verdadeira forma. A batalha final entre Seiya, o grupo de Kouga e Saturno começa! Mas Miller e Europa aparecem para tirar a vida de Saori e Pallas e tem de passar por Harbinger e Titan feridos, mas Shun e Hyoga aparecem para equilibrar a luta. Jabu com sua nova armadura que recebeu do Dr. Asamori veio se juntar a Shaina, Ichi e os outros cavaleiros na luta. | | |                                             |
| 94 | "O Exército da Esperança! O Vinculo Entre os Cavaleiros!" Transliteração: "Kibō no Tōshi! Seinto no Kizuna!" (em japonês: 希望の闘士! 聖闘士の絆!)                                | O Exército da Esperança! Campeões da Esperança! As Ligações entre Cavaleiros!                           | 9 de Março de 2014 30 de Junho de 2018      |
| Shaina continua lutando com Ichi e Geki com os novos servos de Saturno e tem parte de sua máscara quebrada. Emma continua lutando junto dos jovens de aço e Nachi e Ban, mas Aegir sobrevive ao ataque do Pégaso e aparece para enfrentar os cavaleiros. Com o fragmento da espada de Hyperion, Aegir restaura sua Chronotector e sua luva e imprime seu ataque aos cavaleiros, mas Daichi, Sho e Ushio aparecem para enfrentar Aegir. Contudo, suas armaduras chega ao limite e Emma, Ban, Nachi e os jovens de aço se juntam na luta que despertam parte do Ômega que pressiona Aegir. Emma tenta uma última resistência contra Aegir, mas sua arma falha e Aegir a pega. Jabu depois a salva e derrota Aegir com o Galope do Unicórnio e anuncia que Aegir já foi derrotado pouco antes de Jabu chegar ao campo de batalha. | | |                                             |
| 95 | "Superando um Deus! O Cosmo de Seiya!" Transliteração: "Kami o Koero! Seiya no Kosumo!" (em japonês: 神を超えろ! 星矢の小宇宙!)                                                   | O Cosmo de Seiya! Superar um Deus! O Cosmos de Seiya!                                                   | 16 de Março de 2014 1 de Julho de 2018      |
| Seiya, Kouga, Soma, Ryuho, Yuna, Eden e Haruto se deparam com Saturno, o deus do tempo. Seiya adverte que aquele não é mais Subaru. Kouga, Soma, Ryuho, Yuna, Eden e Haruto confrontam Saturno, mas nada pode fazer perante ao poder dele. Kouga tenta confrontar Saturno, mas a espada de Saturno responde ao cosmo de Kouga que o abate. Seiya usa sua flecha para salvar Kouga e se prontifica a enfrentar Saturno e diz que seus sentimentos que o impedem de enfrentá-lo com força total. Durante a luta, a armadura de ouro de Sagitário sofre duros danos. Shun e Hyoga tem de proteger Athena e Pallas de Europa e Miller. Durante a luta, Hyoga pega Miller o paralisando usando o Zero Absoluto e o derrota com o Pó de Diamante. Shun envolve Europa usando a Corrente Nebulosa e usa seu poder usando o Tempestade Nebulosa, mas Europa sobrevive. Mas Titan fica diante de Europa e Europa tenta persuadi-lo, mas Titan não o poupa e o mata. Em meio a batalha Saturno retira a armadura de Seiya, mesmo perdendo a armadura, Seiya saca a adaga dourada que Saga tinha usado para tentar tirar a vida de Saori e Seiya a de Pallas. | | |                                             |
| 96 | "A Batalha Final! Avancem, Cavaleiros do Ômega!" Transliteração: "Saigo no Tatakai! Yuke, Omega no Seinto!" (em japonês: 最後の闘い! ゆけ、Ωの聖闘士!)                            | A Batalha Final! A Batalha Final! Vão, Cavaleiros de Omega!                                             | 23 de Março de 2014 7 de Julho de 2018      |
| Durante a luta, Saturno neutraliza a adaga de Seiya e o abate, restando apenas a armadura de ouro de Sagitário, mas Saturno a despedaça. Só restou apenas Kouga e seus companheiros para combater Saturno. Souma, Haruto, Yuna e Ryuho abrem caminho para Kouga e Eden para pegar Saturno, mas Saturno os pega. Saturno tenta matar Eden e Kouga, mas Souma, Haruto, Yuna e Ryuho os protegem perdendo suas armaduras divinas. Shiryu, Fudou e Kiki aparecem nos destroços do castelo como se tivessem sobrevivido ao Exclamação de Athena. Saturno sente uma perturbação. Eden deduz que Subaru luta para se libertar da influência de Saturno. Eden reconhece Kouga como igual e suplica para salvar Subaru antes de ser abatido por Saturno, mas Kouga nada pode fazer. Saturno destrói o tempo na Terra e também acaba com a armadura de Kouga restando na Terra um vasto silêncio. Athena, mesmo tendo seu tempo roubado, seu cosmo imerge com a ajuda do báculo dourado e reúne o cosmo da Terra para transferi-los para Kouga. Ikki aparece na Terra sem ter sido afetado pelo cosmo de Saturno e percebe que Aigaion o levou para o limiar do tempo e manda seu cosmo para Kouga. Seus companheiros caídos, até Seiya também mandam seu cosmo para Kouga renascendo como um Pégaso dourado a ponto de criar uma Ômega Kamui, que supera o poder de uma armadura divina. Assim começa a batalha final de Kouga contra Saturno. | | |                                             |
| 97 | "O Fim da Batalha! Kouga, Torna-se uma Lenda!" Transliteração: "Tatakai no Hate! Kōga yo, Densetsu to Nare!" (em japonês: 闘いの果て! 光牙よ、伝説となれ!)                        | Kouga, Torne-se um Lendário! O Final da Batalha! Kouga torna-se uma lenda!                              | 30 de Março de 2014 8 de Julho de 2018      |
| Com a Ômega Kamui, Kouga se iguala à Saturno, em termos de poder. Saturno o esnoba, dizendo que o Ômega não surtirá efeito nele, pois ele já conhece esse poder. Os dois se confrontam e a Chronotector de Saturno é danificada por Kouga. Ele pergunta se Saturno quer saber mais sobre o Ômega, e pede para segui-lo, caso queira. Os dois se enfrentam no espaço, e Kouga desfere um Cometa de Pégaso que consegue ferir o rosto de Saturno. Furioso, ele lança um planetoide em Kouga, que o rebate com o Turbilhão de Pégaso, destroçando-o. Kouga pede para Saturno lutar usando sua verdadeira força, e assim o deus o faz, golpeando Kouga e o lançando para longe, destruindo as asas da armadura. Kouga reaparece e danifica novamente a Chronotector, golpeando Saturno, que se questiona se aquilo é um poder humano. Kouga afirma que o poder dos humanos não é só aquele, e parte para cima de Saturno, que faz o mesmo. Os dois tem os braços de suas armaduras destruídos, e Saturno reconhece que o Ômega é um poder terrível e não podia estar em posse dos humanos, visto que permitiria que os mesmos lutassem em iguais condições contra os deuses. Ele decide apagar o Ômega, mas Kouga impede e luta contra ele, danificando mais suas armaduras. Saturno começa a sentir um sentimento ardente dentro de si, sem ser raiva ou ódio, e golpeia Kouga novamente, lançando-o para cima. A Ômega Kamui se despedaça, mas Kouga volta novamente, com o punho cheio de poder e atinge Saturno, destruindo sua Chronotector. Ele se questiona se já viveu um momento assim antes, e as memórias de Subaru começam a aparecer. Os dois se separam e os Cosmoespíritos de Souma, Yuna, Haruto, Eden e Ryuho aparecem para ensinar Saturno que ele também possui o Ômega, quando Subaru. Ele golpeia Kouga, mas ele revida e lança Saturno para trás. As memórias de Subaru vão ficando mais fortes com as palavras do grupo. Saturno percebe que as memórias de Subaru estão voltando e ataca Kouga novamente. Porém, ao se proclamar como "O Deus do Tempo, Saturno", ele se lembra que, quando Subaru, ele disse uma frase parecida quando enfrentou Kouga: "Eu vou derrotar você e me tornarei um deus". Nesse exato momento, as memórias de Subaru retornam completamente a Saturno, e ao golpear Kouga, o mesmo percebe que Subaru retornou. Enquanto Kouga é lançado para longe com o golpe, Saturno percebe que o punho ardente que ele sentiu era Subaru, e Kouga diz que as chamas de um coração, uma vez acesas, não serão apagadas, assim como o Sol. Kouga reúne energia e, junto aos cosmos de seus amigos, evoca novamente o Ômega e dispara o Meteoro de Pégaso, que é detido pelo escudo de Saturno. Os dois tem uma conversa, e Saturno afirma não poder deixar a Terra nas mãos dos humanos, pois eles cometerão os mesmos erros. Kouga concorda, mas lembra que os humanos podem recomeçar caso errem, e que ele não vai se desesperar. Saturno afirma que o poder do Ômega acabará ali, e que por ter um corpo imortal, ele jamais seria destruído, e os humanos nunca o venceriam, e pergunta porque eles ainda resistem. Kouga o lembra que ele se tornou Subaru para ter a resposta para tal pergunta, e que os humanos o enfrentariam quantas vezes necessárias, pois assim são os Cavaleiros de Athena. Kouga evoca o Ômega de todos os Cavaleiros para ajudá-lo a vencer Saturno, e centenas de espíritos dourados saem de seu corpo. Saturno percebe que a esperança dos humanos e o milagre que eles podem fazer está muito além da sua compreensão, e que tal poder não poderia ser medido. O Ômega dos Cavaleiros amplia o poder de Kouga, e o escudo de Saturno é destruído. Kouga golpeia Saturno no peito e acontece uma imensa explosão. Kouga consegue ferir Saturno da maneira que ninguém jamais conseguiu, e Saturno reconhece sua derrota. Ele refaz a sua armadura e afirma que ela e seu corpo nunca serão destruídos, e pergunta a Kouga se mesmo assim ele irá enfrentá-lo. Kouga o lembra que Saturno já sabe a resposta, e o deus concorda. Saturno decide deixar a cicatriz feita por Kouga para toda a eternidade, para não esquecer que um dia o conheceu. Ele refaz a Armadura de Cavalo e se despede de Kouga, devolvendo o tempo da Terra e levando consigo o Planeta Saturno. Pallas e Titan decidem ajudar os humanos a reconstruirem seus lares, e ela diz que eles tem muito o que lhe ensinar. Harbinger é eleito o novo Grande Mestre do Santuário, seguindo a recomendação de Athena e a concordância de Kiki, Fudou, Integra e Seiya. Kouga parte em uma jornada, e visita Seiya e Saori, que estão visitando os túmulos dos Cavaleiros. Kouga se despede deles e parte, mas no meio do caminho se depara com seus amigos, que vieram se despedir dele. Eles conversam brevemente e Kouga vai embora, mas dá de cara com Eden no caminho, e fica surpreso ao saber que ele teve a mesma ideia que Kouga. Eden reluta, mas decide acompanhar Kouga na jornada. | | |                                             |